# Invasão da Ucrânia pela Rússia (2022–presente)
A Invasão da Ucrânia pela Rússia em 2022, denominada pelo governo russo como "Operação Militar Especial na Ucrânia", é uma invasão militar em larga escala lançada pela Rússia contra a Ucrânia, um de seus países vizinhos, a sudoeste, marcando uma escalada acentuada para um conflito que começou em 2014. Vários analistas chamaram a invasão de o maior confronto militar na Europa desde a Segunda Guerra Mundial. A guerra gerou uma enorme onda migratória da Ucrânia e da Rússia, além de uma crise alimentar global, aumento no preço dos combustíveis e inflação.
Após a Revolução da Dignidade na Ucrânia em 2014, a Rússia anexou a Crimeia, enquanto as forças separatistas apoiadas pelo governo russo tomaram parte da região do Donbas no sudeste da Ucrânia. Desde o início de 2021, um acúmulo de presença militar russa ocorreu ao longo da fronteira Rússia-Ucrânia. Os Estados Unidos e outros países acusaram a Rússia de planejar uma invasão da Ucrânia, embora as autoridades russas repetidamente negassem que tivessem essa intenção. Durante a crise, o presidente russo Vladimir Putin descreveu a ampliação da OTAN pós-1997 como uma "ameaça à segurança" de seu país, uma afirmação que a OTAN rejeita, e exigiu que a Ucrânia fosse permanentemente impedida de ingressar na OTAN. Putin também expressou opiniões irredentistas russas e questionou o direito de existir da Ucrânia. Antes da invasão, tentando fornecer casus belli, Putin acusou a Ucrânia de cometer "genocídio" contra seus cidadãos que falam russo, o que foi amplamente descrito como falso e infundado.
Em 21 de fevereiro de 2022, Putin reconheceu a República Popular de Donetsk e a República Popular de Lugansk, duas regiões autoproclamadas como Estados, controladas por separatistas pró-Rússia em Donbas. No dia seguinte, o Conselho da Federação da Rússia autorizou por unanimidade o uso da força militar e as tropas russas entraram em ambos os territórios. Em 24 de fevereiro, Putin anunciou uma "operação militar especial", supostamente para "desmilitarizar" e "desnazificar" a Ucrânia. Minutos depois, mísseis atingiram locais em todo o território ucraniano, incluindo Kiev, a capital. A Guarda Fronteira Ucraniana relatou ataques a postos fronteiriços com a Rússia e a Bielorrússia. Pouco depois, as forças terrestres russas adentraram na Ucrânia. O presidente ucraniano Volodymyr Zelensky promulgou a lei marcial e clamou por uma mobilização geral no país.
A invasão recebeu ampla condenação da comunidade internacional, incluindo novas sanções impostas à Rússia, o que começou a desencadear uma crise financeira no país. Segundo as estimativas do Alto-comissariado das Nações Unidas para os Refugiados, até 1º de maio de 2022 mais de 5,5 milhões de ucranianos fugiram do seu país devido à guerra, e mais de 7 milhões foram obrigados a se deslocar internamente. Protestos globais ocorreram contra a invasão, enquanto os protestos que aconteceram na Rússia foram respondidos com prisões em massa e o governo russo aumentou significativamente a repressão à mídia independente. Inúmeras empresas iniciaram um boicote à Rússia e à Bielorrússia, e vários Estados forneceram ajuda humanitária e militar à Ucrânia. Em resposta à ajuda militar, Putin colocou as forças nucleares da Rússia em alerta máximo, aumentando as tensões com o ocidente, enquanto levantava a possibilidade de uma escalada para uma guerra nuclear.

## Antecedentes

### Contexto pós-soviético
Após a dissolução da União Soviética em 1991, a Ucrânia e a Rússia continuaram a manter laços estreitos. Em 1994, a Ucrânia concordou em abandonar seu arsenal nuclear e assinou o Memorando de Budapeste sobre Garantias de Segurança, sob a condição de que a Rússia, o Reino Unido e os Estados Unidos enviassem uma garantia contra ameaças ou uso de força contra a integridade territorial, ou independência política de Ucrânia. Cinco anos depois, a Rússia foi um dos signatários da Carta para a Segurança Europeia, onde "reafirmou o direito inerente de cada Estado participante de ser livre para escolher ou alterar seus arranjos de segurança, incluindo tratados de aliança, à medida que evoluem".
Apesar de ser um país independente reconhecido desde 1991, como ex-república soviética, a Ucrânia era vista pela elite russa como parte de sua esfera de influência. Em 2008, o presidente russo Vladimir Putin se manifestou contra a adesão da Ucrânia à Organização do Tratado do Atlântico Norte (OTAN). Em 2009, o analista romeno Lulian Chifu e seus coautores opinaram que em relação à Ucrânia, a Rússia buscou uma versão atualizada da Doutrina Brezhnev, que dita que a soberania da Ucrânia não pode ser maior que a dos Estados-membros do Pacto de Varsóvia antes do colapso da esfera de influência soviética durante o final dos anos 1980 e início dos anos 1990. Esta visão baseia-se na premissa de que as ações da Rússia para aplacar o Ocidente no início da década de 1990 deveriam ter sido recebidas com reciprocidade pelo ocidente, sem a expansão da OTAN ao longo da fronteira da Rússia.

### Revolução Ucraniana de 2014, anexação da Crimeia e Guerra em Donbass

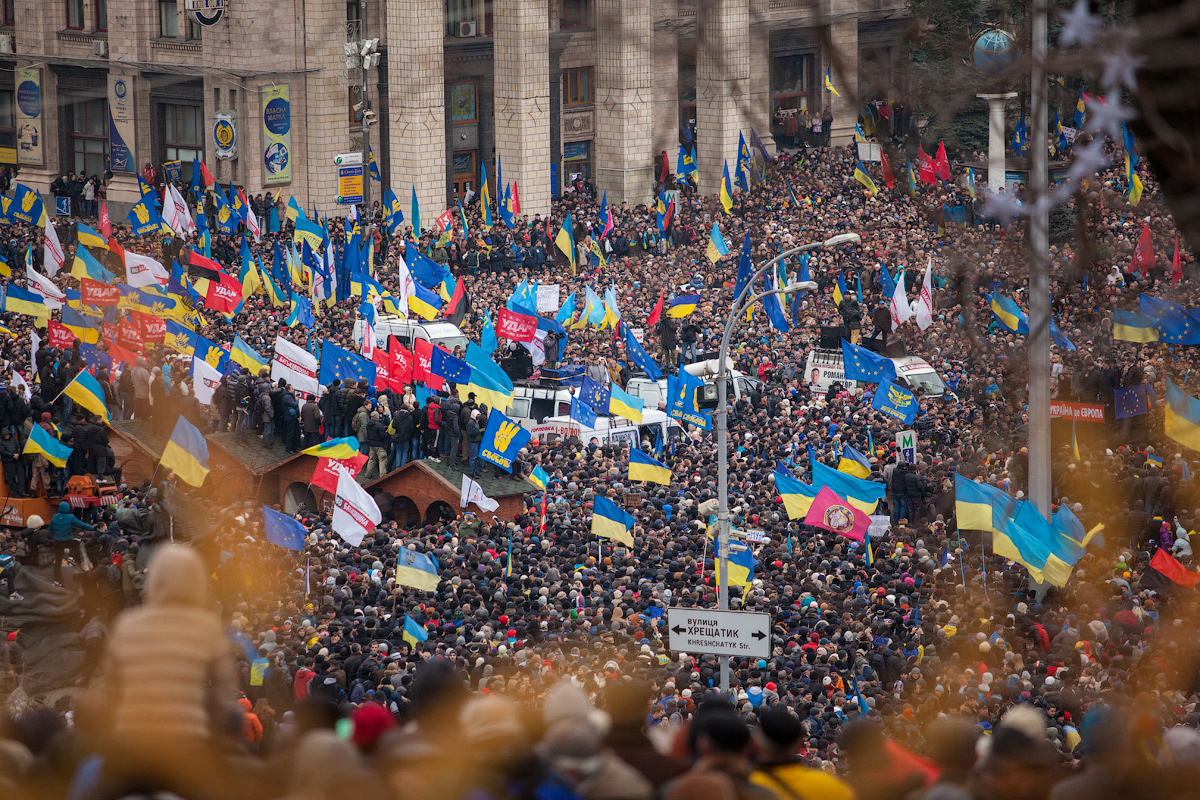
Protestos Euromaidan em Kiev em 2013

Após semanas de protestos como parte do movimento Euromaidan (2013–2014), o presidente ucraniano pró-russo Viktor Yanukovych e os líderes da oposição parlamentar ucraniana assinaram um acordo, em 21 de fevereiro de 2014, que pedia eleições antecipadas. No dia seguinte, Yanukovych fugiu de Kiev antes de uma votação de impeachment que o destituiu de seus poderes como presidente. Líderes das regiões orientais de língua russa da Ucrânia declararam lealdade contínua a Yanukovych, causando os protestos pró-Rússia de 2014 na Ucrânia. A agitação foi seguida pela anexação da Crimeia pela Rússia em março de 2014 e pela Guerra em Donbas, que começou em abril de 2014, com a criação dos quase-estados apoiados pela Rússia das Repúblicas Populares de Donetsk e Lugansk.
Após 2014, um dos principais vetores da política externa da Ucrânia foi a adesão acelerada do país à UE e à OTAN; as disposições relevantes foram incluídas na constituição da Ucrânia, em 2019. Ao mesmo tempo, a Rússia se opõe categoricamente à entrada da Ucrânia na OTAN, afirmando que isso representa uma ameaça para ela.
Em 14 de setembro de 2020, o presidente ucraniano Volodymyr Zelensky aprovou a nova Estratégia de Segurança Nacional da Ucrânia, "que prevê o desenvolvimento de uma parceria distinta com a OTAN, visando ser membro da OTAN". Em 24 de março de 2021, Zelensky assinou o Decreto n.º 117/2021 que aprova a “estratégia de desocupação e reintegração do território temporariamente ocupado da República Autônoma da Crimeia e da cidade de Sebastopol”.
Em julho de 2021, Putin publicou um ensaio intitulado Sobre a unidade histórica de russos e ucranianos, no qual reafirmou sua visão de que russos e ucranianos eram “um só povo”. O historiador estadunidense Timothy Snyder descreveu as ideias de Putin como "imperialismo". O jornalista britânico Edward Lucas descreveu-o como "revisionismo histórico". Outros observadores notaram que a liderança russa tem uma visão distorcida da Ucrânia moderna e da sua história.
A Rússia afirmou que uma possível adesão da Ucrânia à OTAN e a ampliação da OTAN, em geral, ameaçam sua segurança nacional. Por sua vez, a Ucrânia e outros países europeus vizinhos da Rússia acusaram Putin de tentar restaurar o Império Russo/União Soviética e de perseguir políticas militaristas agressivas.

## Prelúdio da invasão
O conflito começou com uma grande movimentação militar de tropas russas na fronteira Rússia-Ucrânia, inicialmente de março a abril de 2021 e após outubro de 2021 a fevereiro de 2022. Durante a segunda escalada militar, a Rússia emitiu exigências aos Estados Unidos e à OTAN, avançando dois projetos de tratados que continham solicitações para o que chamou de "garantias de segurança", incluindo uma promessa juridicamente vinculativa de que a Ucrânia não ingressaria na OTAN, bem como uma redução em tropas da OTAN e equipamentos militares estacionados na Europa Oriental e ameaçou uma resposta militar não especificada se a OTAN continuasse a seguir uma "linha agressiva".

### Acusações russas

#### Acusações de genocídio
Em 9 de dezembro de 2021, o presidente russo Vladimir Putin falou de discriminação contra falantes de russo fora da Rússia, dizendo: "Devo dizer que a russofobia é um primeiro passo para o genocídio. Você e eu sabemos o que está acontecendo em Donbass. Certamente parece muito com genocídio". Em 15 de fevereiro de 2022, Putin repetiu à imprensa: "O que está acontecendo no Donbass é exatamente genocídio". Os meios de comunicação observaram que, apesar desta acusação, o próprio presidente ucraniano Volodymyr Zelensky é um falante nativo de russo.
Várias organizações internacionais, incluindo o Alto Comissariado das Nações Unidas para os Direitos Humanos, a Missão Especial de Monitoramento da Organização para a Segurança e Cooperação na Europa (OSCE) para a Ucrânia e o Conselho da Europa, não encontraram evidências que apoiassem as alegações russas de "genocídio", que também foram rejeitadas pela Comissão Europeia, como desinformação russa.
A embaixada dos Estados Unidos na Ucrânia descreveu a alegação de genocídio russo como "falsidade repreensível", enquanto o porta-voz do Departamento de Estado dos EUA, Ned Price, disse que Moscou estava fazendo tais alegações como uma desculpa para invadir a Ucrânia. Em 18 de fevereiro, o embaixador russo nos Estados Unidos, Anatoly Antonov, respondeu a uma pergunta sobre funcionários dos EUA, que duvidavam do fato do genocídio de russos em Donbass, postando uma declaração na página da Embaixada no Facebook que dizia: "Os americanos preferem não apenas ignorar as tentativas de assimilação forçada dos russos na Ucrânia, mas também as apoiam política e militarmente".

#### Acusação de nazismo
Uma das várias justificativas apresentadas por Vladimir Putin para a invasão da Ucrânia foi "acabar com o nazismo no vizinho", apesar do país ter um governo democrático e um governante judeu, filho de sobreviventes do Holocausto e um ministro da defesa muçulmano. Essa alegação é tratada por jornalistas e especialistas como mito e desinformação.
Analistas internacionais indicaram as acusações de um nazismo dominante na Ucrânia como uma das 10 principais mentiras espalhadas pela propaganda Russa. O candidato da extrema-direita recebeu apenas 1,6% dos votos nas eleições presidenciais do país.
Visando combater a desinformação, a União Europeia expôs 12 das principais informações falsas espalhadas por propagandistas pró-Rússia, dentre elas a ideia da Ucrânia como um país nazista e de que forças neonazistas possuiriam grande poder político no país.
Minorias ultranacionalistas e neonazistas entraram nos combates em Donbas compondo parte de tropas paramilitares locais que, às vezes, atuavam com as Forças Armadas do país, estimulados por políticos como o presidente Petro Poroshenko (2014–2019). O seu ministro Arsen Avakov controlava as milícias, a polícia e a Guarda Nacional. Eles estavam ligados ao líder de um dos principais grupos que possuíam membros da direita radical: o Batalhão Azov, com 900 a 2500 membros. Todavia, a maioria dos membros de extrema-direita deixou o grupo ao final de 2014 e o restante foi dispensado em 2017, após a incorporação do grupo às forças regulares do Estado Ucraniano.
O rabino-chefe da Ucrânia, Yaakov Bleich, disse que só tomou conhecimento de neonazistas em grupos paramilitares do país após as alegações russas e reforçou que se tratava de uma minoria das minorias.
Apesar das acusações, ao menos 40 soldados judeus integraram o Regimento Azov na batalha pelo Complexo Siderúrgico de Azovstal. Isso levou o Kremlin a acusar Jerusalém de apoiar os "neo-nazis ucranianos".
Em dezembro de 2022, o Regimento Azov realizou uma visita oficial a Israel, coordenada pelo oficial Ilyia Samoilenko para desmentir as afirmativas do governo russo.

#### Supostos confrontos

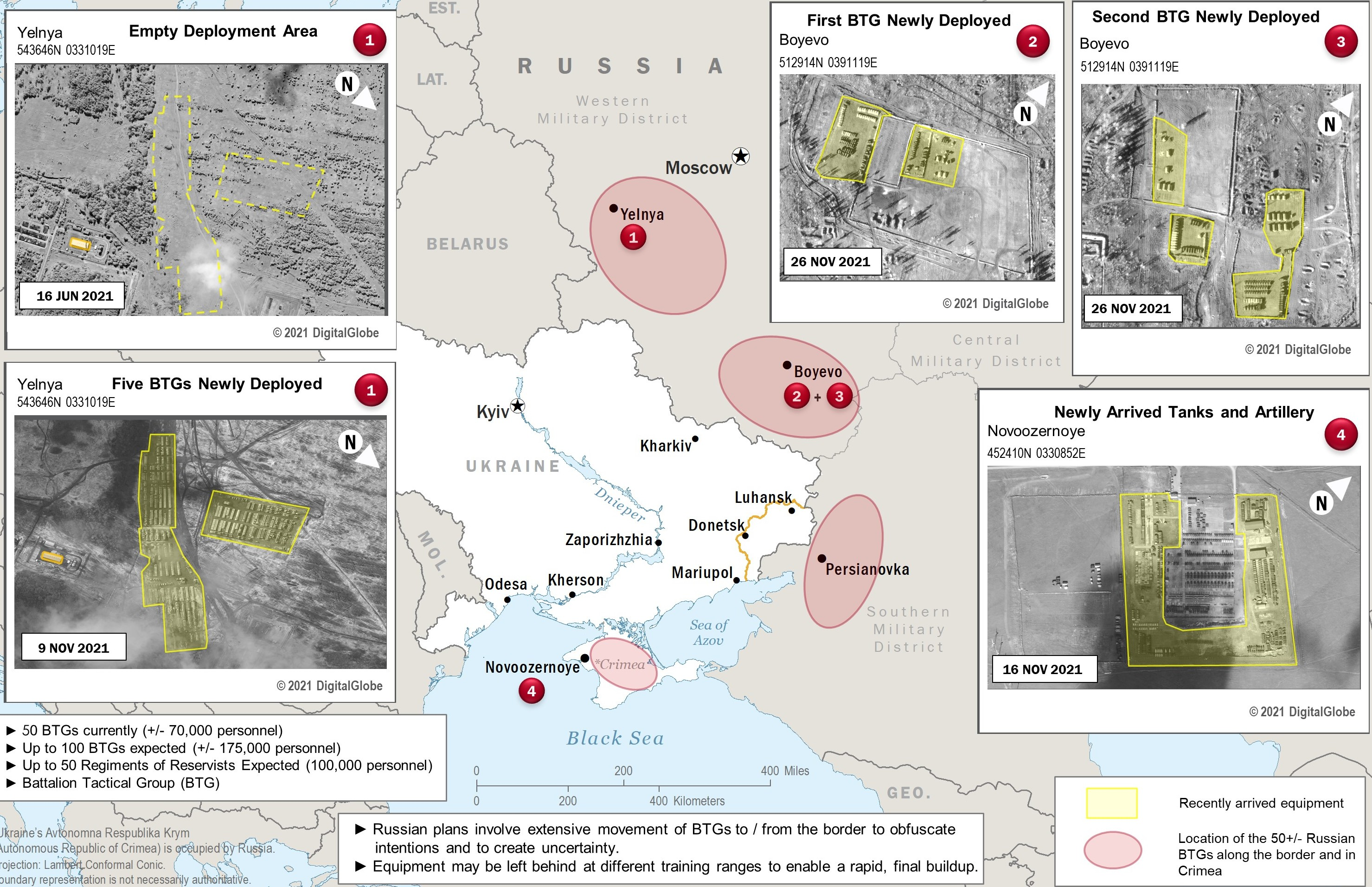
Imagens da escalada militar russa na fronteira ucraniana em dezembro de 2021.

Os combates em Donbas aumentaram significativamente em 17 de fevereiro de 2022. Enquanto o número diário de ataques nas primeiras seis semanas de 2022 variou de dois a cinco, os militares ucranianos relataram 60 ataques em 17 de fevereiro, mas a mídia estatal russa relatou mais de 20 ataques de artilharia contraposições separatistas no mesmo dia. Por exemplo, o governo ucraniano acusou separatistas russos de bombardear um jardim de infância em Stanytsia Luhanska, usando artilharia e ferindo três civis. A República Popular de Lugansk disse que suas forças foram atacadas pelo governo ucraniano com morteiros, lançadores de granadas e metralhadoras.
No dia seguinte, a República Popular de Donetsk e a República Popular de Lugansk ordenaram a evacuação obrigatória de civis de suas respectivas capitais, embora tenha sido observado que as evacuações completas levariam meses para serem realizadas. A mídia ucraniana relatou um aumento acentuado no bombardeio de artilharia dos militantes liderados pela Rússia em Donbass, como tentativas de provocar o exército ucraniano.
Em 21 de fevereiro, o Serviço Federal de Segurança (FSB) da Rússia anunciou que o bombardeio ucraniano havia destruído uma instalação de fronteira do FSB, a 150 metros da fronteira Rússia-Ucrânia no Oblast da Rostóvia. Separadamente, o serviço de imprensa do Distrito Militar do Sul da Rússia anunciou que as forças russas mataram, na manhã daquele dia, um grupo de cinco sabotadores perto da vila de Mityakinskaya, no Oblast da Rostóvia, que havia penetrado na fronteira da Ucrânia em dois veículos de combate de infantaria, que foram destruídos. A Ucrânia negou estar envolvida em ambos os incidentes e os chamou de operação de bandeira falsa. Além disso, dois soldados ucranianos e um civil foram mortos por bombardeios na vila de Zaitseve, 30 km ao norte de Donetsk.
Vários analistas, incluindo o site investigativo Bellingcat, publicaram evidências de que muitos dos alegados ataques, explosões e evacuações em Donbass foram encenados pela Rússia.
Em 21 de fevereiro, a Usina Termelétrica de Lugansk, na República Popular de Lugansk, foi bombardeada por forças desconhecidas.

### Intervenção em Donbass

#### 21 de fevereiro
Em 21 de fevereiro de 2022, após o reconhecimento das repúblicas de Donetsk e Lugansk, o presidente Putin ordenou que tropas russas (incluindo tanques) fossem enviadas para Donbas, no que a Rússia chamou de "missão de paz". Mais tarde, naquele dia, vários meios de comunicação de países aliados à OTAN confirmaram que as forças russas estavam entrando em Donbass.

#### 22 de fevereiro
Em 22 de fevereiro de 2022, o presidente estadunidense Joe Biden afirmou que "o início de uma invasão russa da Ucrânia" havia ocorrido. O secretário-geral da Otan, Jens Stoltenberg, e o primeiro-ministro canadense, Justin Trudeau, disseram que "nova invasão" ocorreu. O ministro das Relações Exteriores da Ucrânia, Dmytro Kuleba, afirmou: "Não existe invasão menor, média ou grande. Invasão é invasão." O chefe de política externa da União Europeia, Josep Borrell, afirmou que "as tropas russas [chegaram] em solo ucraniano" no que era "[não] uma invasão de pleno direito".
No mesmo dia, o Conselho da Federação autorizou, por unanimidade, Putin a usar força militar fora da Rússia. Por sua vez, o presidente Zelensky ordenou o recrutamento dos reservistas da Ucrânia, embora ainda não tenha se comprometido com a mobilização geral.
Em 23 de fevereiro, a Ucrânia anunciou um estado de emergência nacional, excluindo os territórios ocupados em Donbas, que entrou em vigor à meia-noite. No mesmo dia, a Rússia começou a evacuar sua embaixada em Kiev e também baixou a bandeira russa do topo do prédio. Ainda em 23 de fevereiro, os sites do parlamento e do governo ucraniano, juntamente com sites bancários, foram atingidos por ataques DDoS.

#### Conselho de Segurança das Nações Unidas
A intervenção de 21 de fevereiro no Donbass foi amplamente condenada pelo Conselho de Segurança da ONU e não recebeu nenhum apoio. O embaixador do Quênia, Martin Kimani, comparou o movimento de Putin ao colonialismo e disse: "Devemos completar nossa recuperação das brasas dos impérios mortos de uma forma que não nos leve de volta a novas formas de dominação e opressão".
Outra reunião do Conselho de Segurança da ONU foi convocada de 23 a 24 de fevereiro de 2022. A Rússia invadiu a Ucrânia durante uma reunião de emergência do Conselho de Segurança da ONU visando neutralizar a crise. O secretário-geral Antonio Guterres havia declarado "Dê uma chance à paz". A Rússia ocupava a presidência do Conselho de Segurança da ONU em fevereiro de 2022 e tem poder de veto como um dos cinco membros permanentes.

## Invasão

Mapa animado da invasão da Ucrânia pela Rússia (primeira fase). Para um mapa mais detalhado, veja este link.

Em 24 de fevereiro, pouco antes das 6h, horário de Moscou (UTC+3), Putin anunciou que havia tomado a decisão de lançar uma "operação militar especial" no leste da Ucrânia. Em seu discurso, ele afirmou que não havia planos para ocupar o território ucraniano e que apoiava o direito do povo da Ucrânia à autodeterminação. Ele disse que o objetivo da "operação" era "proteger as pessoas" na região predominantemente de língua russa de Donbas que, segundo Putin, "há oito anos, enfrentam humilhações e genocídios perpetrados pelo regime de Kiev". Putin também afirmou que a Rússia buscava a "desmilitarização e desnazificação" da Ucrânia. Minutos depois do anúncio de Putin, explosões foram relatadas em Kiev, Kharkiv, Odessa e Donbass.

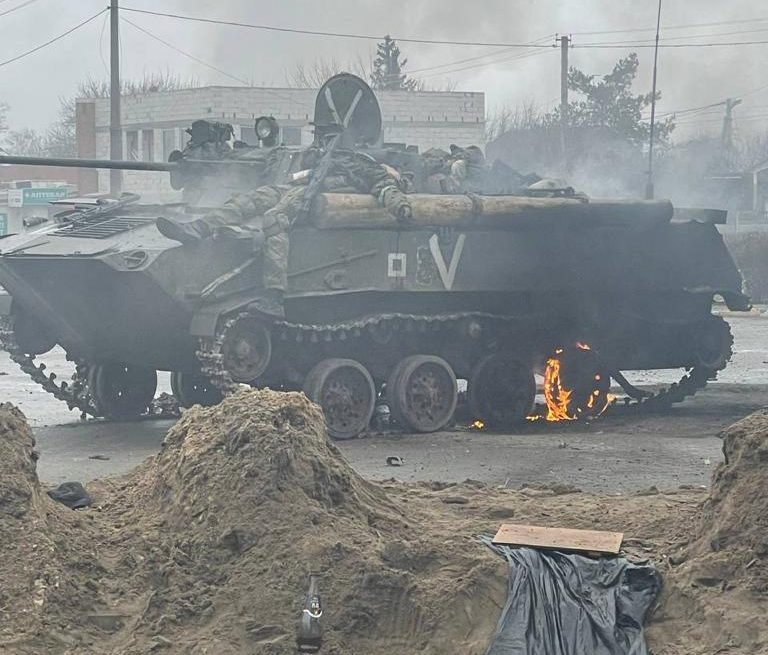
Um blindado russo BMD-2 destruído pelos ucranianos na batalha por Hostomel

Imediatamente após o ataque, Zelensky anunciou a introdução da lei marcial na Ucrânia; na mesma noite, ele ordenou uma mobilização geral de todos os homens ucranianos entre 18 e 60 anos. As tropas russas entraram na Ucrânia de quatro direções principais: do norte, via Bielorrússia, em direção a Kiev; do nordeste, da Rússia, em direção a Kharkiv; do leste, da República Popular de Donetsk e da República Popular de Lugansk; e do sul, pela região anexada da Crimeia.
Analistas ocidentais avaliaram amplamente que os militares russos pareciam estar realizando uma invasão rápida, para atingir seus aparentes objetivos primários: a tomada de Kiev, a ocupação do leste da Ucrânia e o deslocamento do governo ucraniano para o oeste. As forças russas, contudo, por fim ficaram paralisadas, devido a vários fatores, incluindo a disparidade de moral e desempenho entre as tropas ucranianas e russas, o uso ucraniano de armas portáteis sofisticadas fornecidas por aliados ocidentais, má logística, baixo desempenho dos equipamentos e o fracasso da força aérea russa em garantir a superioridade aérea.
Enquanto continuavam o cerco das principais cidades do leste e do norte da Ucrânia, as forças russas experimentaram um desgaste significativo. Incapazes de alcançar uma vitória rápida, as tropas russas mudaram de estratégia e começaram a usar táticas mais comuns, incluindo bombardeios indiscriminados e guerra de cerco.
Em 25 de março, o Ministério da Defesa russo anunciou o que eles chamavam de "primeira etapa da operação militar na Ucrânia" estava praticamente concluída, com as forças armadas ucranianas sofrendo sérias perdas, e os militares russos agora estariam se concentrando no objetivo principal, a "libertação de Donbass". Analistas e autoridades no Ocidente, contudo, contestaram esta informação, afirmando que o avanço russo, mais lento e mais difícil que o antecipado, havia empacado e perdido força frente à resistência ucraniana, com as tropas russas sofrendo pesadas baixas e desmoralizadas. Para compensar estas perdas e tentar reverter o quadro da guerra, em 21 de setembro, com o conflito se arrastando por sete meses, Vladimir Putin anunciou em um discurso televisionado o que ele chamou de "mobilização parcial", com até 300 000 reservistas podendo ser convocados para apoiar a campanha militar na Ucrânia e voltou a fazer ameaças nucleares ao Ocidente. Em seguida, o governo russo anunciou que estava anexando os territórios ucranianos no leste e sul da Ucrânia, na primeira grande anexação territorial na Europa desde a Segunda Guerra Mundial.

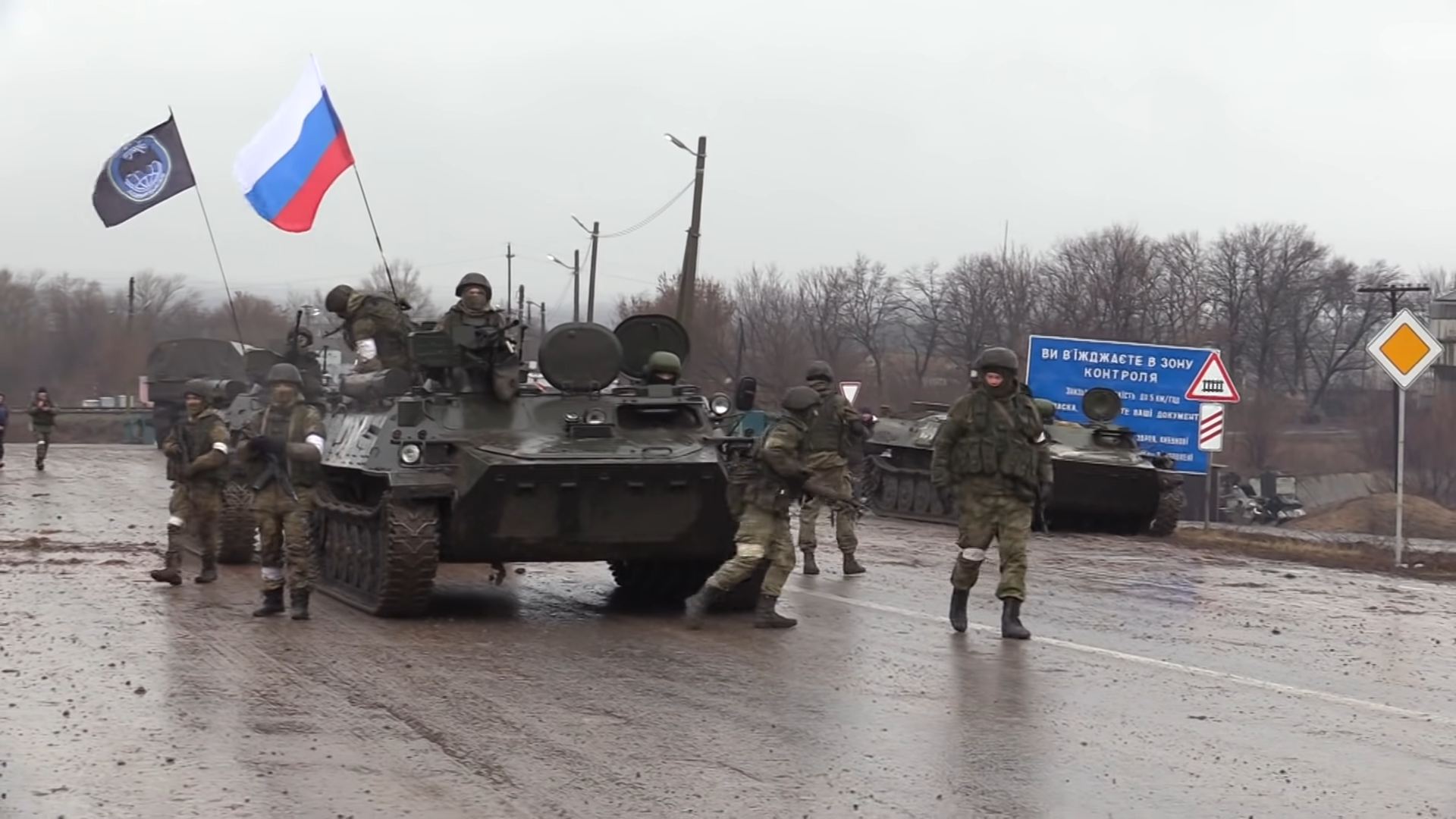
Tropas do exército russo dentro da Ucrânia, em 2022.

Em 2023 e 2024, a falta de avanços, enormes perdas humanas, combates urbanos ou em trincheiras e a contínua luta em campos abertos em regiões de tamanho relativamente limitado, com a destruição de diversas cidades, levou muitos observadores a declarar que a guerra chegou a um "impasse". Ambos os lados passaram a adotar o uso extenso de drones (ou VANTs, veículos aéreos não tripulados), não somente para observação e coleta de informações, mas como armas de guerra (como drones suicídas) para atacar tropas, equipamentos e alvos de infraestrutura (civil e militar) bem atrás das linhas de frente.

### Frente Norte

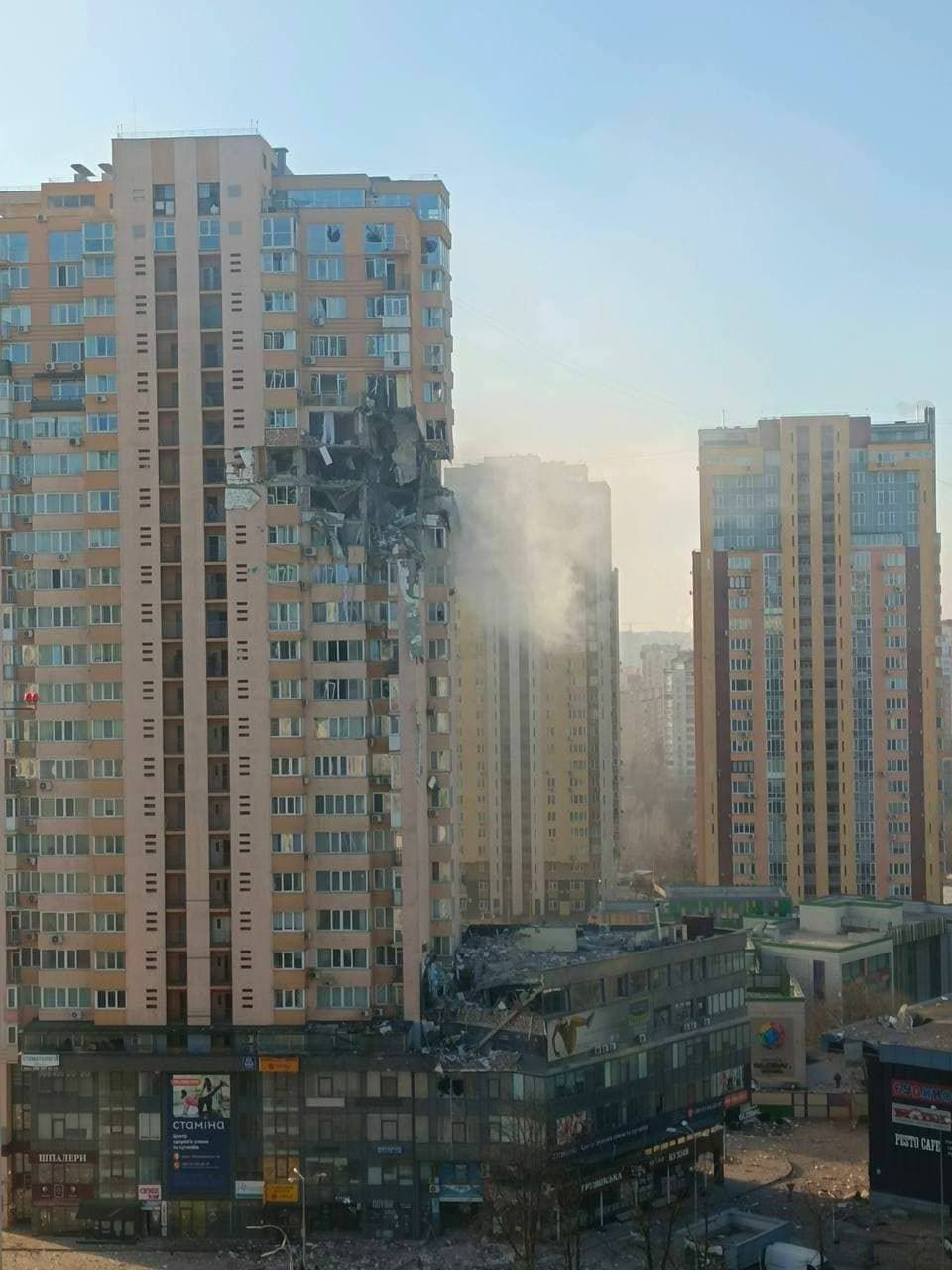
Um prédio em Kiev atingido por um míssil russo

No primeiro dia, as tropas russas começaram a avançar em direção a Kiev. Na Batalha de Chernobil, os russos tomaram o controle das cidades fantasmas de Chernobil e Pripiat, incluindo a Usina Nuclear de Chernobil; seu avanço foi impedido pela forte resistência das tropas ucranianas. Após seu avanço em Chernobil, as forças russas começaram a Batalha de Ivankiv. Algumas forças russas conseguiram romper Ivankiv e capturaram o estrategicamente significativo Aeroporto Antonov, localizado a apenas 20 quilômetros a noroeste de Kiev. Na Batalha do Aeroporto Antonov, combates ferozes ocorreram entre 24 e 25 de fevereiro, com tropas ucranianas tentando repelir várias vezes as Forças Aerotransportadas russas. O aeroporto acabou caindo nas mãos dos russos. Durante essa batalha o avião Antonov An-225 Mriya, o maior cargueiro do mundo, foi destruído no local.
No início da manhã de 26 de fevereiro, paraquedistas das forças aerotransportadas russas iniciaram a Batalha de Vasylkiv, 40 quilômetros ao sul de Kiev, em uma tentativa de proteger a Base Aérea de Vasylkiv. Pesados combates entre os paraquedistas russos e os defensores ucranianos ocorreram na cidade.
Em março, avanços russos a oeste do rio Dnipro foram limitados, sofrendo pesadas baixas em intensos combates contra os militares ucranianos. Em 5 de março, um grande comboio militar russo, de 64 km de comprimento, tinha feito pouco progresso em direção de Kiev. No começo de março, o think tank Royal United Services Institute (RUSI) afirmou que a invasão russa no norte havia praticamente "empacado". Avanços ao longo da linha em Chernihiv haviam sido detidos e um cerco a esta cidade começou. Tropas russas continuaram avançando pelo norte em direção da capital Kiev, capturando as regiões de Bucha, Hostomel e Vorzel, embora o município de Irpin permanecesse sob cerco.
Em 11 de março, foi reportado que o imenso comboio militar de veículos russos ao norte havia se dispersado, tomando cobertura nas florestas, sendo atacados pelos ucranianos com artilharia e bombardeios com aeronaves. Em 16 de março, as forças ucranianas começaram uma série de contraofensivas ao norte de Kiev para aliviar a pressão sobre a capital. Em 25 de março, algumas cidades e subúrbios a noroeste e leste de Kiev foram retomados pelos ucranianos, como a região de Makariv. Em 31 de março, os russos evacuaram Chernobil e começaram a se retirar de várias regiões ao norte da capital. No começo de abril, praticamente todas as áreas ao redor de Kiev já haviam voltado para as mãos dos ucranianos, incluindo Irpin, Bucha e Hostomel, com os russos se retirando de forma generalizada do norte do país. Além do Oblast de Kiev, a Rússia também abandonou as regiões de Chernigov e Jitomir, completando sua retirada do norte da Ucrânia em 8 de abril.

### Frente Oriental
No nordeste, as tropas russas tentaram capturar Kharkiv e Sumy, ambas localizadas a menos de 35 quilômetros da fronteira russa. Segundo o exército ucraniano, a Batalha de Konotop foi perdida em 25 de fevereiro. Na Batalha de Kharkiv, os tanques russos encontraram forte resistência. Em 28 de fevereiro, a cidade foi alvo de vários ataques de mísseis que ceifaram várias vidas. A batalha foi descrita por um conselheiro presidencial ucraniano como a "Stalingrado do século XXI". Na Batalha de Sumy, apesar da pouca resistência inicial, soldados e milícias ucranianas começaram a enfrentar as forças russas dentro da cidade, resultando em uma guerra urbana intensa.
Na manhã de 25 de fevereiro, as Forças Armadas da Rússia avançaram do território da República Popular de Donetsk, no leste, em direção a Mariupol e encontraram forças ucranianas perto da vila de Pavlopil, onde foram derrotadas. A Marinha Russa teria iniciado um ataque anfíbio no litoral do Mar de Azov, 70 quilômetros a oeste de Mariupol, na noite de 25 de fevereiro. Um oficial de defesa dos Estados Unidos afirmou que os russos estavam potencialmente mobilizando milhares de soldados de infantaria naval nesta cabeça de ponte. Em 1º de março, as forças da República Popular de Donetsk cercaram quase completamente a cidade vizinha de Volnovakha e logo fariam o mesmo com Mariupol.
Em 25 de março, o ministério da defesa russo afirmou que a Rússia estava preparada para entrar na segunda fase das operações militares, que se focaria na tentativa de ocupar as principais cidades do leste da Ucrânia. Segundo uma reportagem da mídia estatal russa, divulgando uma nota do ministério da defesa, forças separatistas pró-Rússia já controlavam 93% da região de Luhansk e 54% de Donetsk — as duas áreas no leste que formavam a região de Donbass". No começo de abril, as tropas russas completaram sua retirada do Oblast de Sumy. Com o fim das ofensivas no norte, o exército russo começou a mobilizar tropas e equipamentos para focar suas operações na região de Donbas, aumentando o bombardeio por todo o leste da Ucrânia. Enquanto isso, em meados de maio, a ofensiva russa contra Kharkiv havia oficialmente falhado. No começo de maio, após dois meses de movimentação pela região, o exército russo atacou as cidades de Severodonetsk e Lysychansk, como parte de sua ofensiva maior para conquistar por completo o Oblast de Lugansk. Apesar do recuo inicial dos ucranianos, a resistência foi ficando feroz, com ambos os lados sofrendo pesadas baixas. Severodonetsk acabou caindo em mãos russas em 25 de junho, após sete semanas de violentos combates. Já Lysychansk caiu uma semana mais tarde, consolidando os ganhos russos na região de Lugansk.

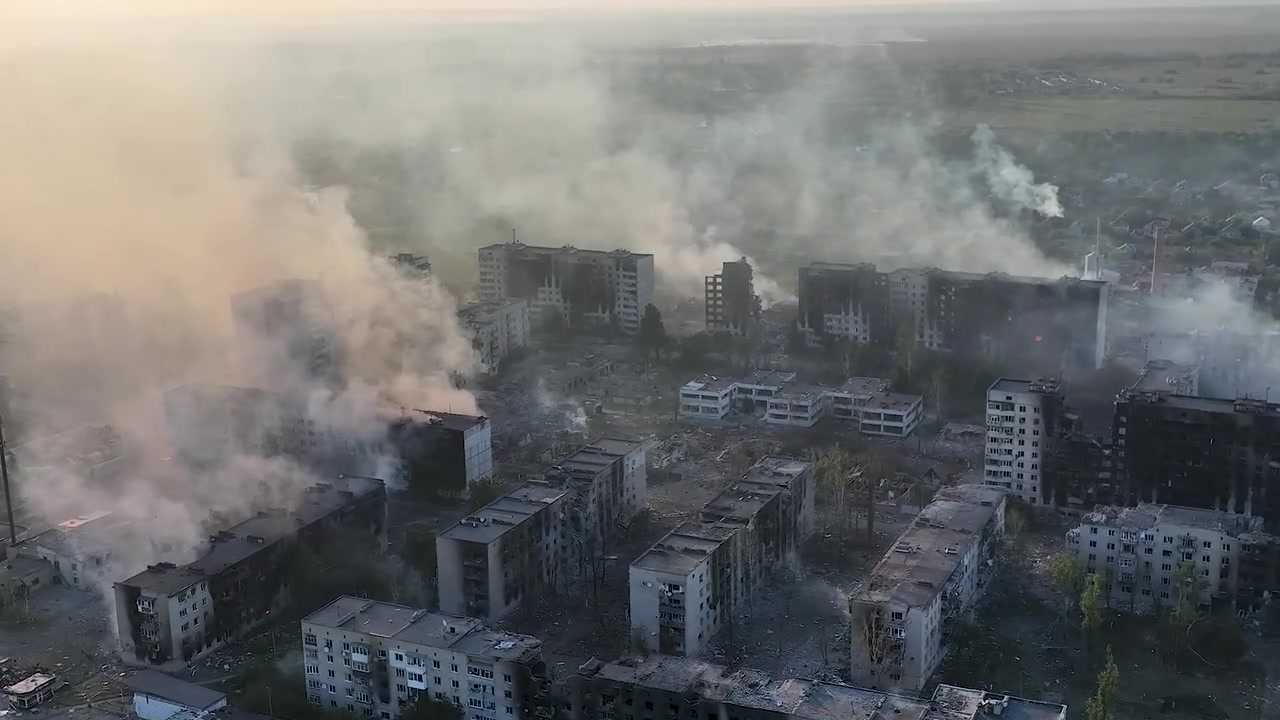
Destruição em Vovchansk.

Em setembro de 2022, após semanas de calmaria por quase toda a fronte oriental, a Ucrânia lançou uma grande ofensiva na região do Oblast de Kharkiv, atingindo também a parte norte do Oblast de Donetsk. O ataque trouxe bons sucessos iniciais, forçando os russos a recuar das suas posições ao redor de Kharkiv, com a cidade de Balakliia sendo tomada de assalto. Os russos, que tinham poucas tropas disponíveis (pois os haviam enviado para reforçar Kherson), foram forçados a recuar de quase toda a linha de frente, abandonando as cidades de Izium, Shevchenkove e Kupiansk, com os ucranianos avançando também sobre Lyman. Segundo informações do Instituto para o Estudo da Guerra, as tropas ucranianas foram capazes de reconquistar 2 500 km² de território, com o exército russo, carecendo com problemas de logística e moral baixa, parecia convalescer nas linhas de frente.
No final de 2022 e começo de 2023, foi a vez da Rússia retomar a iniciativa, especialmente no leste. Nas regiões dos oblasts de Luhansk e Donetsk, após a mobilização de 300 mil novos recrutas, os russos renovaram suas operações militares ao longo das frentes de batalha. O principal palco dos combates foi na área ao redor da cidade ucraniana de Bakhmut, que foi alvo de um intenso ataque pelos militares russos (apoiados por grupos mercenários como o Grupo Wagner), que conseguiram conquistar as cidades de Klishchiivka e Soledar após sangrentos combates. Ao final de maio de 2023, a Rússia afirmou ter assumido o controle de Bakhmut, embora violentos combates persistissem em toda a região. Em 2024, a ofensiva russa no leste focou em chegar nas cidades chave de Kramatorsk e Sloviansk, com combates violentos sendo reportados na região chave de Chasiv Yar.
Já no Oblast de Kursk, na Rússia, em agosto de 2024, o exército ucraniano lançou uma grande ofensiva terrestre, que pegou o governo russo completamente de surpresa. Analistas políticos e militares discordavam sobre se esta ofensiva era necessária e até mesmo qual seria seu objetivo (quebrar o impasse da guerra ou forçar a Rússia a deslocar tropas de outras regiões na Ucrânia para proteger suas próprias fronteiras). O Instituto Internacional de Estudos Estratégicos afirmou que o desenrolar da batalha em Kursk era uma "grande aposta, [com] grandes riscos para ambos os lados".

### Frente Sul

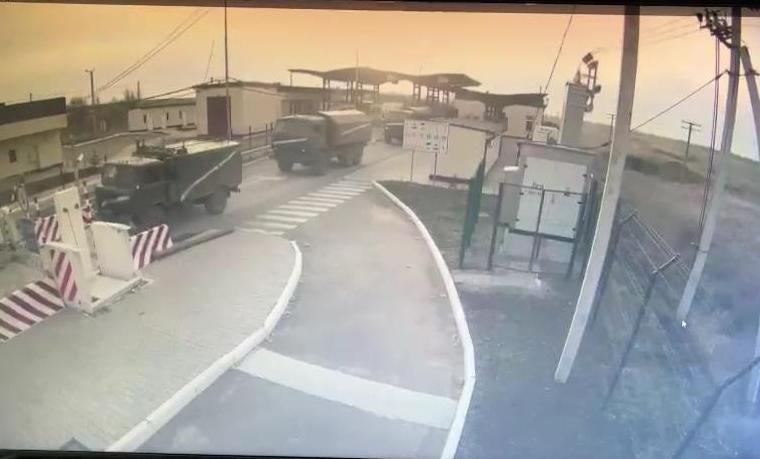
Tropas russas cruzam a Ucrânia vindas a partir da Crimeia em 24 de fevereiro

Em 24 de fevereiro, tropas russas assumiram o controle do Canal da Crimeia do Norte, permitindo que a Crimeia obtivesse abastecimento de água para a península, do qual estava isolada desde 2014. O ataque também se moveu para o leste, em direção a Mariupol, iniciando um cerco da cidade e ligando a frente com as regiões separatistas de Donbas. Em 1.º de março, as forças russas começaram a se preparar para retomar seu ataque a Melitopol e outras cidades, iniciando a Batalha de Melitopol. Ivan Fedorov, o prefeito de Melitopol, mais tarde afirmou que os russos haviam ocupado a cidade. Em 2 de março, a Batalha de Kherson foi vencida pelas tropas russas.

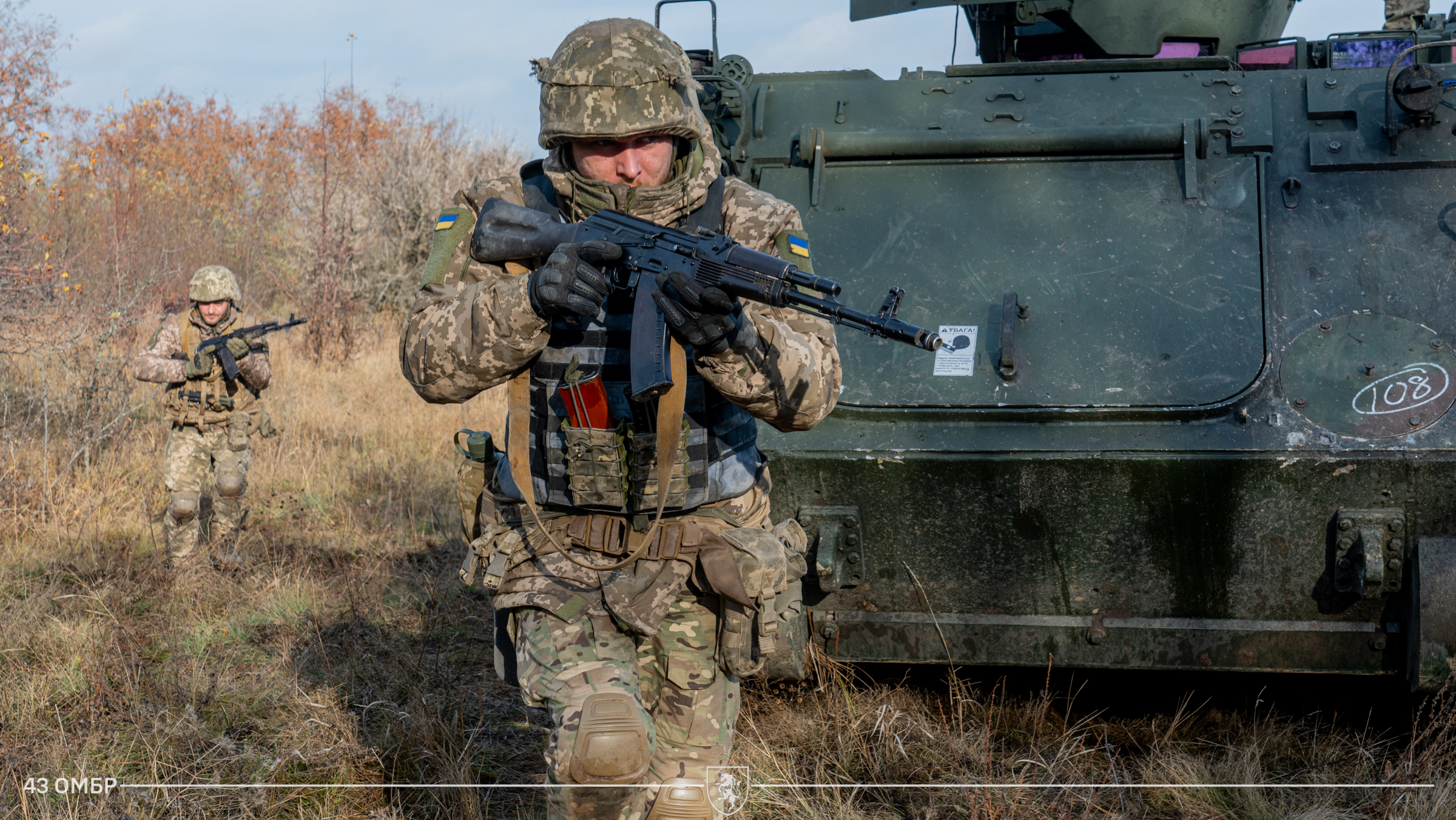
Militares ucranianos da 43ª Brigada Mecanizada lutando contra os russos.

Outras forças russas avançaram para o norte da Crimeia em 26 de fevereiro, com o 22.º Corpo do Exército da Rússia se aproximando da Usina Nuclear de Zaporíjia. Em 3 de março, eles começaram o cerco de Enerhodar em uma tentativa de assumir o controle da usina nuclear. Um incêndio se desenvolveu durante o tiroteio. A Agência Internacional de Energia Atômica afirmou que equipamentos essenciais não foram danificados. Em 4 de março, a Usina Nuclear de Zaporíjia havia sido capturada pelas forças russas, mas embora incêndios fossem reportados, não havia vazamento de radiação.
Em 24 de março, tropas russas avançavam em direção ao centro da cidade de Mariupol, que naquela altura já estava cercada fazia um mês e estava em ruínas devido aos combates e bombardeios. Em 21 de abril, após quase dois meses de sítio, o exército russo e as forças separatistas de Donbass começaram a retirar boa parte de suas tropas e equipamentos da cidade. O presidente Putin então declarou vitória na Batalha de Mariupol, embora combates de pequena intensidade acontecessem e um forte bolsão de resistência ucraniana permanecesse no complexo siderúrgico e metalúrgico de Azovstal. Enquanto isso, os russos mantinham uma ofensiva em direção de Odessa, mas enfrentavam forte resistência, tentando avançar pela cidade de Mykolaiv, e não conseguiram tomar a região.
Entre 16 e 20 de maio de 2022, com a rendição dos últimos soldados ucranianos no complexo metalúrgico de Azovstal, o cerco a cidade de Mariupol foi encerrado, com os russos assumindo o controle da principal cidade do sudeste da Ucrânia. No final de agosto de 2022, após semanas de preparação, a Ucrânia lançou sua primeira grande contra-ofensiva planejada, na região sul, no Oblast de Kherson. Os avanços ucranianos foram limitados, porém, forçou a Rússia a deslocar tropas de outras frentes (leste e nordeste) para reforçar suas linhas ao redor de Kherson.

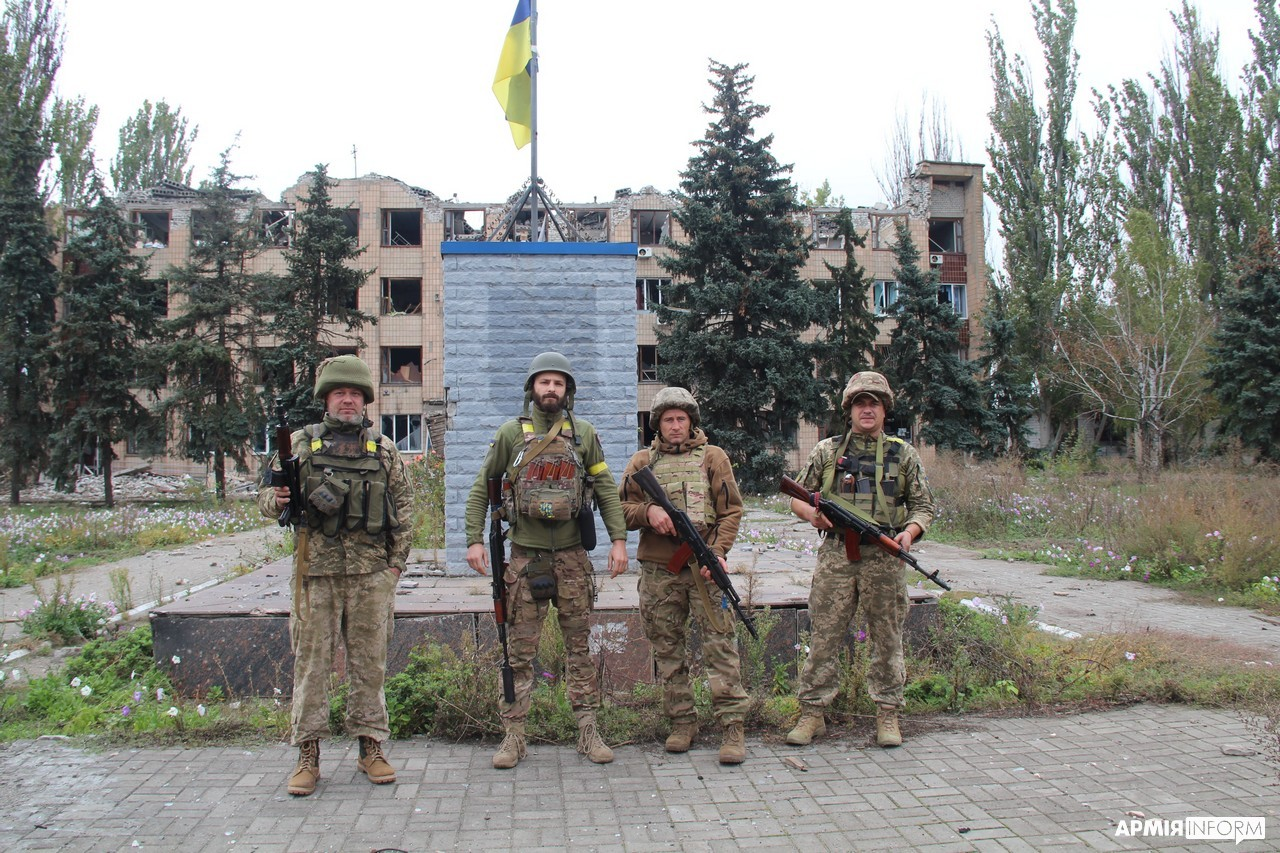
Militares ucranianos após reconquistarem a cidade de Vysokopillia, na região de Kherson

No começo de novembro de 2022, com as forças ucranianas pressionando em todo o fronte sul, o alto-comando militar da Rússia anunciou que o exército russo se retiraria da Kherson e reposicionaria suas tropas na banda oriental do rio Dniepre, com o exército ucraniano reocupando toda a região na parte oeste. Kherson era a única capital regional da Ucrânia que foi ocupada pelos russos e sua perda frente ao avanço das forças ucranianas foi descrito como uma "humilhação" para Putin e um dos maiores revezes da Rússia no conflito até então. Em 6 de junho de 2023, ocorreu a destruição da Barragem de Kakhovka, que inundou boa parte do Oblast de Kherson. Já no final de junho, as forças armadas ucranianas começaram a lançar um maciço contra-ataque na região do Oblast de Zaporíjia, com ambos os lados reportando estarem sofrendo pesadas baixas. Em dezembro de 2023 e no começo de 2024, a contra-ofensiva ucraniana já havia perdido força considerável.

### Combates aéreos e navais

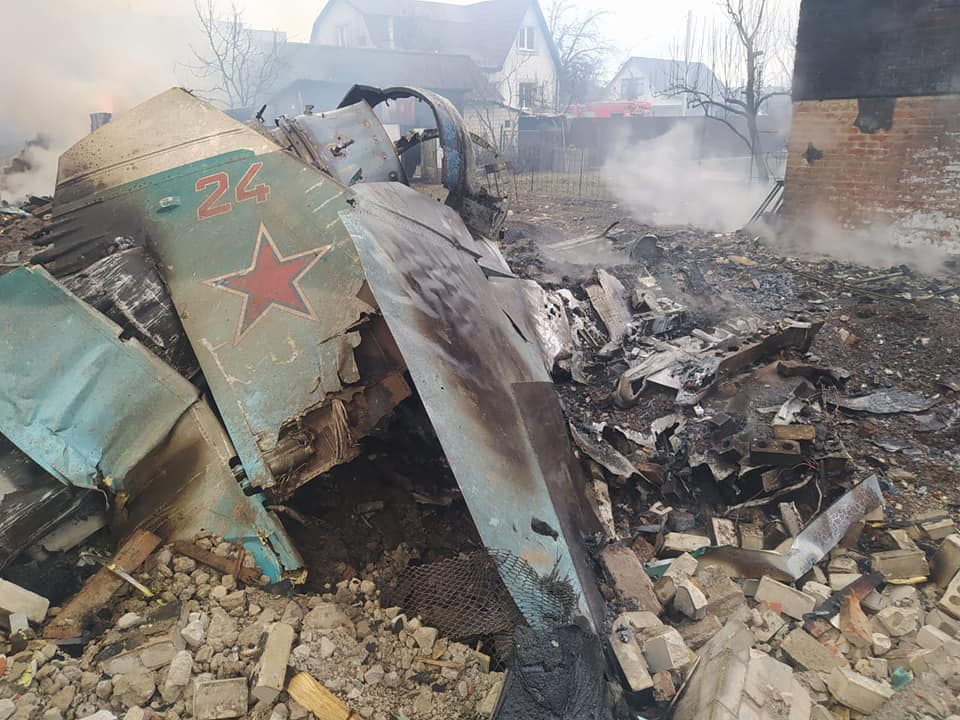
Destroços de uma aeronave russa abatida perto de Chernihiv

Em 24 de fevereiro, o Serviço de Guarda de Fronteira do Estado da Ucrânia anunciou, por volta das 18h00, hora local, que um ataque à Ilha das Serpentes por navios da Marinha Russa havia começado. O cruzador Moskva e o barco de patrulha Vasily Bykov bombardearam a ilha com seus canhões de convés. Quando o navio de guerra russo se identificou e instruiu os soldados ucranianos estacionados na ilha a se renderem, sua resposta foi: "Navio de guerra russo, vá se foder!" Após o bombardeio, um destacamento de soldados russos desembarcou e assumiu o controle da ilha.
Em 25 de fevereiro, forças militares ucranianas atacaram a base aérea de Millerovo com mísseis OTR-21 Tochka, destruindo aviões da Força Aérea Russa e incendiando a base aérea, segundo alguns oficiais ucranianos. No ataque ao aeroporto de Jitomir em 27 de fevereiro, foi relatado que a Rússia usou sistemas de mísseis 9K720 Iskander, localizados na Bielorrússia, para atacar o aeroporto civil.
Em 3 de março, foi relatado que a fragata ucraniana Hetman Sahaidachny foi afundada no porto de Mykolaiv, para evitar sua captura pelas forças russas.
No dia 13 de abril, o governo ucraniano afirmou que um míssil R-360 Neptune atingiu o cruzador russo Moskva no Mar Negro, que afundou no dia seguinte. Esta perda foi um importante golpe contra a Frota do Mar Negro da Rússia. Não se sabe ao certo quantos marinheiros a bordo do Moskva morreram no ataque. O governo russo admitiu que apenas 1 tripulante foi morto, 27 estavam desaparecidos e outros 396 militares foram resgatados, mas não confirmou ou negou se o cruzador havia sido atacado por mísseis ucranianos. Fontes independentes russas alegaram que o número de mortos chegava a 37.

### Mortos e feridos

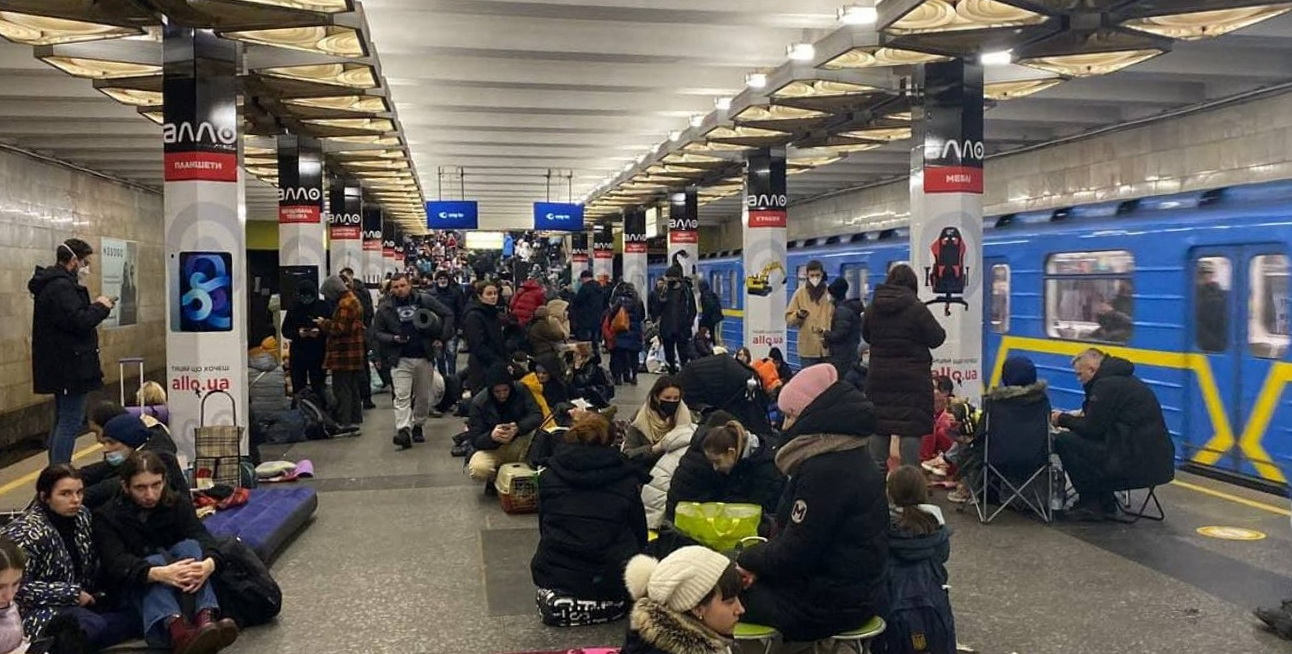
Civis buscando refúgio no sistema de metrô de Kiev

## Crise humanitária

### Refugiados
Devido à contínua escalada militar ao longo da fronteira ucraniana, muitos governos vizinhos e organizações de ajuda estavam se preparando para um possível evento de deslocamento em massa de refugiados, nas semanas anteriores à invasão. Em dezembro de 2021, o Ministro da Defesa da Ucrânia estimou que uma invasão poderia forçar entre três e cinco milhões de pessoas a fugir de suas casas. De acordo com o Alto-comissariado das Nações Unidas para os Refugiados, mais de meio milhão de ucranianos fugiram do país nos primeiros quatro dias após a invasão; cerca de 281 mil foram para a Polônia, quase 85 mil para a Hungria, pelo menos 36,3 mil para a Moldávia, mais de 32,5 mil para a Romênia, 30 mil para a Eslováquia e cerca de 34,6 mil para vários outros países. Na primeira semana, um milhão de refugiados fugiram da Ucrânia; eram predominantemente mulheres e crianças, pois os cidadãos ucranianos do sexo masculino entre 18 e 60 anos tiveram sua saída proibida pelo governo ucraniano.

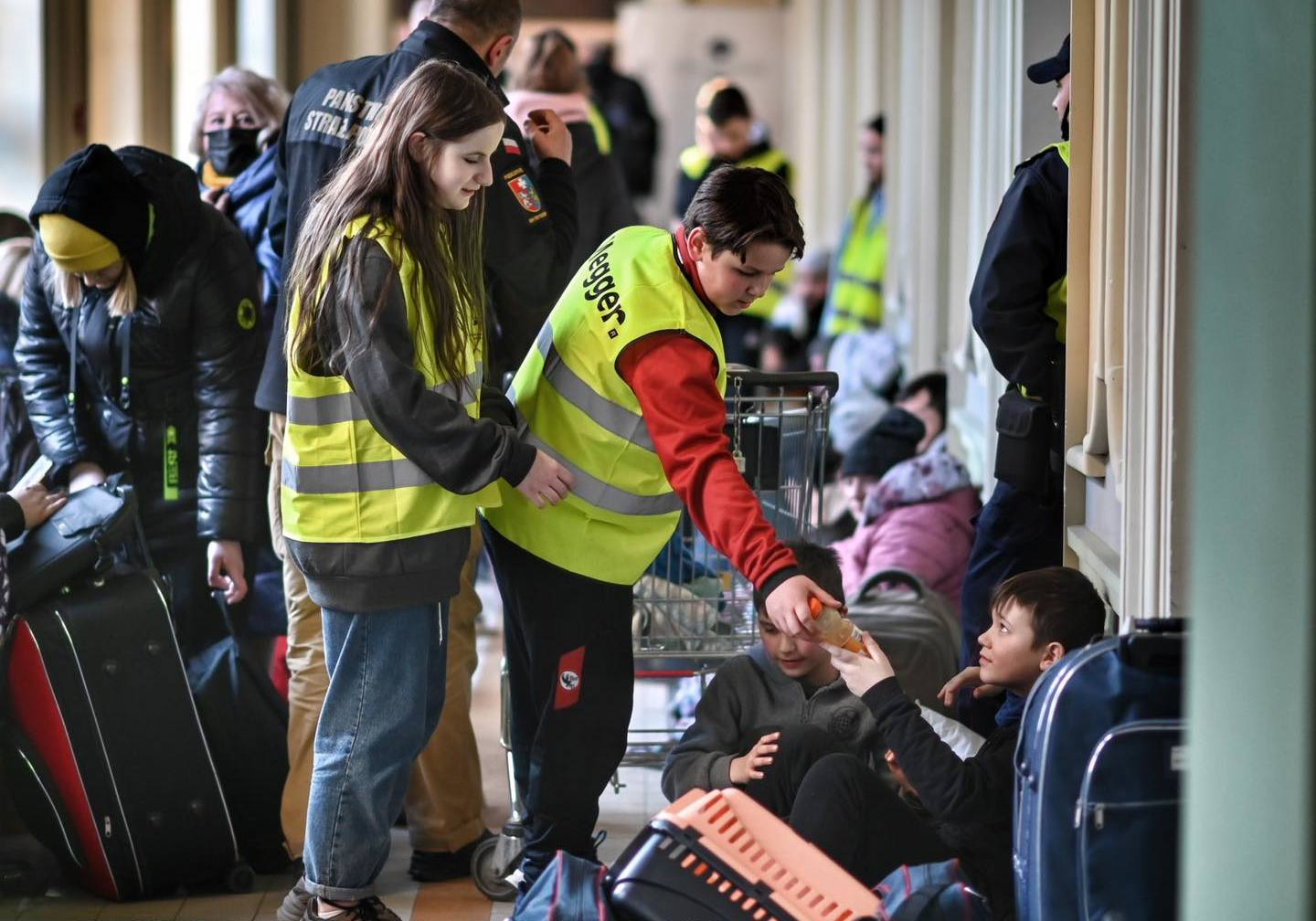
Voluntário polonês ajuda o refugiado na estação de trem de Przemyśl

Em 24 de fevereiro, o governo da Letônia aprovou um plano de contingência para receber e acomodar cerca de 10 mil refugiados da Ucrânia e dois dias depois os primeiros refugiados, assistidos pela Associação dos Samaritanos da Letônia, começaram a chegar. Várias organizações não governamentais, municípios, escolas e instituições também se comprometeram a fornecer alojamento. Em 27 de fevereiro, cerca de 20 motoristas profissionais voluntários partiram para Lublin, na Polônia, com suprimentos doados, trazendo refugiados ucranianos para a Letônia, no caminho de volta. Para facilitar as passagens de fronteira, a Polônia e a Romênia suspenderam as regras de entrada impostas por conta da pandemia de COVID-19.
O governo húngaro anunciou que todas as pessoas que cruzam a fronteira da Ucrânia, aquelas sem documento de viagem e que chegam de países terceiros também, serão admitidas após a triagem apropriada. O primeiro-ministro Viktor Orbán disse que a Hungria é um "lugar amigável" para as pessoas que chegam da Ucrânia. Muitos dos ucranianos que fugiram para a Hungria eram húngaros transcarpáticos; nenhum deles solicitou qualquer forma de proteção até 25 de fevereiro.

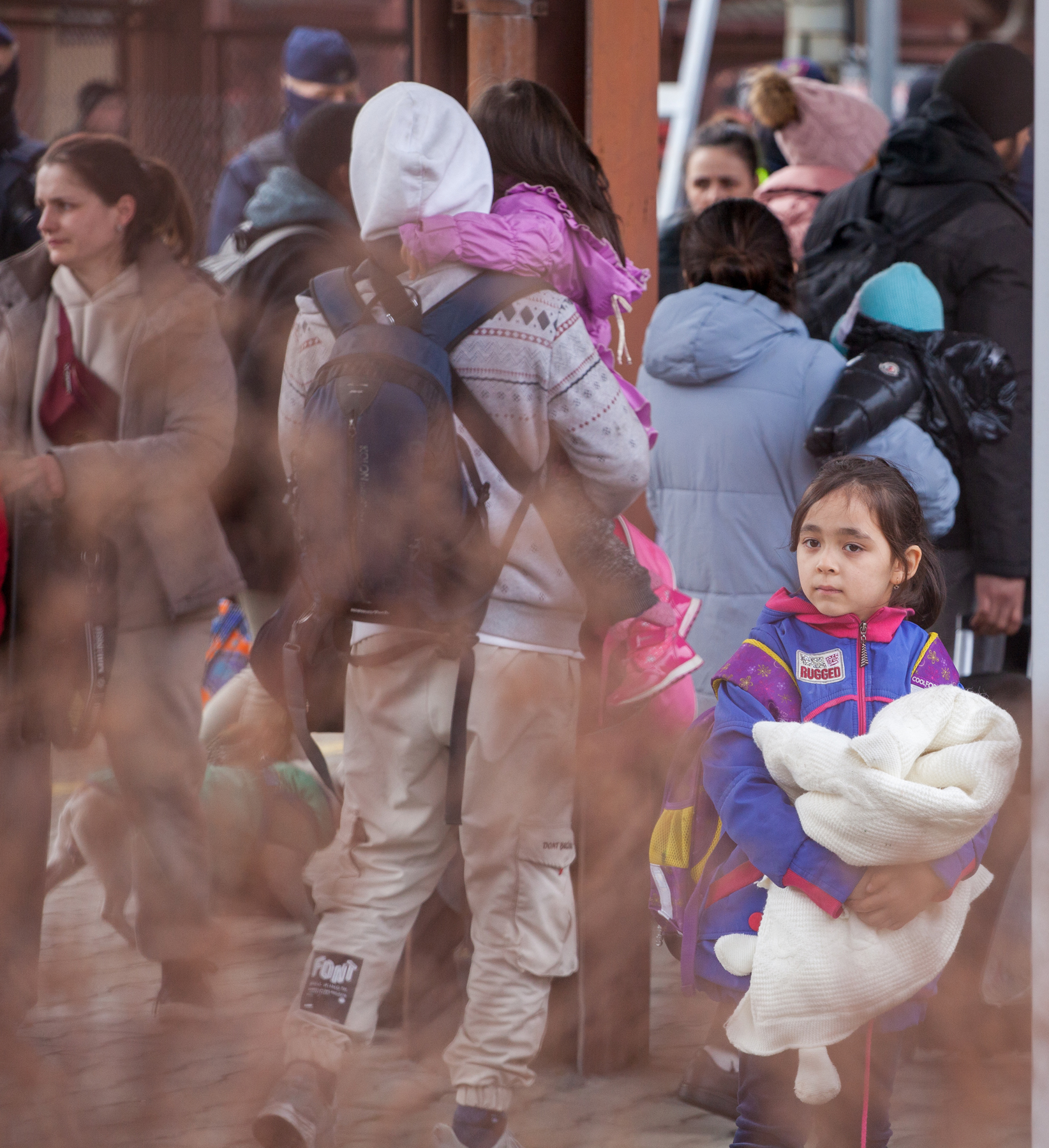
Refugiados na estação de trem de Przemyśl na Polônia

A maioria dos refugiados ucranianos que cruzaram a Romênia entraram por Siret, no condado de Suceava. Nos primeiros três dias após a invasão, 31 mil ucranianos entraram na Romênia, dos quais apenas 111 solicitaram alguma forma de proteção. Muitos usaram o passaporte romeno ou ucraniano que possuíam, preferindo não pedir asilo, por enquanto. Em 26 de fevereiro, o Ministério do Interior da Romênia aprovou a instalação do primeiro acampamento móvel perto da alfândega de Siret.
Como era esperado um grande grupo de refugiados na Bulgária, vários municípios anunciaram sua intenção de fornecer acomodação para búlgaros e ucranianos que fugiam do país, e começaram a modificar e construir moradias para os recém-chegados.
Em 26 de fevereiro, a Eslováquia anunciou que daria dinheiro a pessoas que apoiassem refugiados ucranianos. No dia anterior, a Eslováquia havia recebido mais de 10 mil refugiados, a maioria mulheres e crianças.
Em 1º de maio de 2022, segundo as estimativas do Alto-comissariado das Nações Unidas, o número de refugiados havia subido para mais de 5,5 milhões, e mais de 7 milhões de ucranianos haviam sido obrigados a se deslocar internamente.

#### Alegações de discriminação e racismo
No final de fevereiro, foi noticiado que, nos dias anteriores, o Serviço de Guarda Fronteiriça do Estado da Ucrânia nos postos fronteiriços perto de Medyka e Shehyni não havia permitido que não ucranianos (muitos deles estudantes estrangeiros presos no país) cruzassem a fronteira para nações vizinhas seguras, alegando que a prioridade estava sendo dada aos cidadãos ucranianos para atravessar primeiro. O ministro das Relações Exteriores ucraniano disse que não havia restrições à saída de cidadãos estrangeiros da Ucrânia e que a força de fronteira foi instruída a permitir que todos os cidadãos estrangeiros saíssem. De acordo com Bal Kaur Sandhu, secretário-geral da Khalsa Aid, estudantes indianos que tentavam deixar a Ucrânia enfrentaram sérias dificuldades e discriminação ao tentar cruzar a fronteira, foram submetidos à violência e "foram informados verbalmente que seu governo não está nos apoiando". Discriminação semelhante foi relatada por africanos que tentavam sair.

### Crimes de guerra

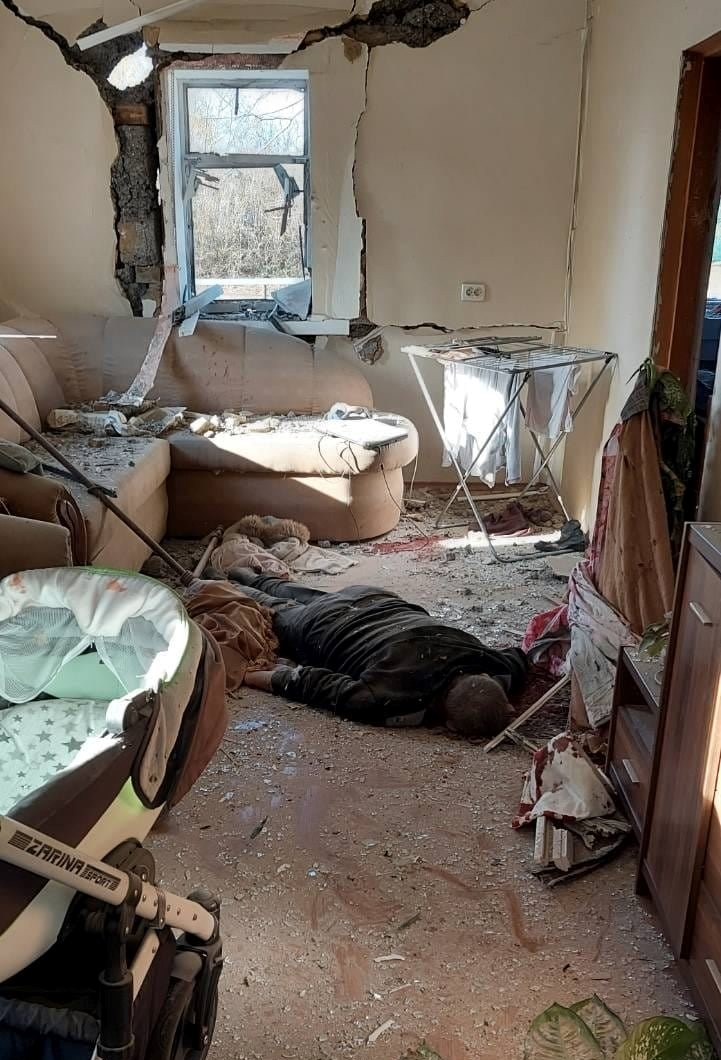
Civil ucraniano morto durante o bombardeio russo de Chernihiv. Em primeiro plano um carrinho de bebê

A invasão da Ucrânia foi considerada uma violação da Carta das Nações Unidas e constituiu um crime de agressão de acordo com o direito penal internacional, levantando a possibilidade de que o crime de agressão pudesse ser julgado sob jurisdição universal. A invasão também violou o Estatuto de Roma, que proíbe "a invasão ou ataque pelas forças armadas de um Estado do território de outro Estado, ou qualquer ocupação militar, ainda que temporária, resultante de tal invasão ou ataque, ou qualquer anexação pelo uso de força do território de outro Estado, ou parte dele". A Ucrânia não ratificou o Estatuto de Roma e a Rússia retirou sua assinatura em 2016.
Em 25 de fevereiro, a Anistia Internacional disse que havia coletado e analisado evidências mostrando que a Rússia havia violado o direito internacional humanitário, incluindo ataques que poderiam ser considerados crimes de guerra; também disse que as alegações russas de usar apenas armas guiadas com precisão eram falsas. A Anistia e a Human Rights Watch disseram que as forças russas realizaram ataques indiscriminados a áreas civis e ataques a hospitais, incluindo o disparo de um míssil balístico 9M79 Tochka com uma ogiva de munição cluster em direção a um hospital em Vuhledar, que matou quatro civis e feriu outros dez, incluindo seis profissionais de saúde. Dmytro Zhyvytskyi, governador do Oblast de Sumy, disse que pelo menos seis ucranianos, incluindo uma menina de sete anos, morreram em um ataque russo a Okhtyrka em 26 de fevereiro, e que um jardim de infância e um orfanato foram atingidos.
Em 27 de fevereiro, o ministro das Relações Exteriores da Ucrânia, Dmytro Kuleba, pediu ao Tribunal Penal Internacional (TPI) que investigasse o atentado no jardim de infância de Okhtyrka. No mesmo dia, a Ucrânia entrou com uma ação contra a Rússia perante o Tribunal Internacional de Justiça, acusando a Rússia de violar a Convenção do Genocídio ao alegar falsamente o genocídio como pretexto para operações militares contra a Ucrânia. Em 28 de fevereiro, Karim Ahmad Khan, procurador-chefe do TPI, disse que havia uma "base razoável" para alegações de crimes de guerra e crimes contra a humanidade após a análise preliminar do caso pelo TPI. Trinta e nove estados encaminharam oficialmente a situação na Ucrânia ao TPI. Em 3 de março, Khan anunciou que estavam sendo coletadas evidências de supostos crimes de guerra, crimes contra a humanidade e genocídio cometidos por indivíduos de todos os lados durante a invasão que uma investigação completa seria aberta.
Em 28 de fevereiro, a Anistia Internacional e a Human Rights Watch denunciaram o uso de munições de fragmentação e armas termobáricas pelas forças de invasão russas na Ucrânia. O uso de munições cluster na guerra é proibido pela Convenção sobre Munições Cluster de 2008, embora a Rússia e a Ucrânia não façam parte desta convenção. Tanto o governo ucraniano quanto o russo se acusaram mutuamente de usar escudos humanos. Em 1º de março, o presidente Zelensky disse que havia evidências de que áreas civis haviam sido alvejadas durante um bombardeio de artilharia russa em Kharkiv no início daquele dia, e descreveu isso como um crime de guerra.

#### Violação como arma de guerra
Segundo especialistas e autoridades ucranianas, há indícios de que a violência sexual pode ser tolerada pelo comando russo e usada de forma sistemática e deliberada como arma de guerra.
Em março de 2022, a Missão de Monitoramento de Direitos Humanos da ONU na Ucrânia enfatizou os riscos elevados de violência sexual e o risco de subnotificação por parte das vítimas no país. Após a retirada russa das áreas ao norte de Kiev, segundo o The Guardian, houve um "corpo crescente de evidências" de estupro, tortura e assassinatos sumários por forças russas infligidos a civis ucranianos, incluindo violações coletivas cometidos sob a mira de armas e estupros cometidos na frente das crianças.
Segundo a representante especial da ONU, Pramilla Patten, as violações e agressões sexuais atribuídas aos militares russos são "a ponta do iceberg" e claramente "uma estratégia militar" e "uma tática deliberada para desumanizar as vítimas". Apesar de cerca de uma centena de casos já verificados pela ONU, Patten acrescenta que "não é uma questão de números", sendo esse tipo de violência silencioso, "o menos denunciado e o menos condenado".

### Retração econômica e aumento da pobreza
Em 2022, a retração do PIB ucraniano alcançou 35%, gerando uma situação em que, segundo o Banco Mundial, 60% da população encontra-se hoje abaixo da linha de pobreza. Não obstante, segundo o Alto Comissariado da ONU para os Refugiados (Acnur), em fevereiro de 2023, 40% dos ucranianos dependem de alguma forma de auxílio para sobreviver.

## Reações internacionais

### Sanções

Rússia
Ucrânia
Países que baniram aeronaves russas de seu espaço aéreo em resposta à invasão

Países ocidentais e outros começaram a impor sanções limitadas à Rússia quando reconheceu a independência da região de Donbas. Com o início dos ataques em 24 de fevereiro, muitos países adicionais começaram a aplicar sanções visando paralisar a economia russa. As sanções foram amplas, visando indivíduos, bancos, empresas, trocas monetárias, transferências bancárias, exportações e importações.
Faisal Islam, da BBC News, afirmou que as medidas estavam longe de ser sanções normais e eram "mais bem vistas como uma forma de guerra econômica". A intenção das sanções era empurrar a Rússia para uma recessão profunda com a probabilidade de corridas bancárias e hiperinflação. Islam observou que atingir um banco central de um membro do G20 dessa maneira é algo que nunca havia sido feito antes. O vice-presidente do Conselho de Segurança da Rússia e ex-presidente Dmitry Medvedev ridicularizou as sanções ocidentais impostas à Rússia, incluindo sanções pessoais, e comentou que elas eram um sinal de "impotência política" resultante da retirada da OTAN do Afeganistão. Ele ameaçou nacionalizar os ativos estrangeiros que as empresas detinham na Rússia.
Em 25 de fevereiro, o Reino Unido proibiu a companhia aérea russa e a transportadora aérea Aeroflot, bem como os jatos particulares russos, do espaço aéreo do Reino Unido. No mesmo dia, Polônia, Bulgária e República Tcheca anunciaram que fechariam seu espaço aéreo para as companhias aéreas russas; a Estônia seguiu o exemplo no dia seguinte. Em resposta, a Rússia baniu os aviões britânicos de seu espaço aéreo. A S7 Airlines, a maior transportadora doméstica da Rússia, anunciou que estava cancelando todos os voos para a Europa e a norte-americana Delta Air Lines anunciou que estava suspendendo os laços com a Aeroflot. A Rússia também baniu de seu espaço aéreo todos os voos de companhias aéreas na Bulgária, Polônia e República Tcheca. Estônia, Romênia, Lituânia e Letônia anunciaram que também baniriam as companhias aéreas russas de seu espaço aéreo. A Alemanha também baniu aeronaves russas de seu espaço aéreo. Em 27 de fevereiro, o Ministério dos Negócios Estrangeiros português anunciou que tinha fechado o espaço aéreo português aos aviões russos. No mesmo dia, a UE anunciou que fecharia seu espaço aéreo para aeronaves russas.

### Impacto econômico
Kristalina Georgieva, diretora-gerente do Fundo Monetário Internacional, alertou que o conflito representa um risco econômico substancial para a região e para todo o mundo. Ela acrescentou que o Fundo pode ajudar outros países afetados pelo conflito, complementando um pacote de empréstimo de 2,2 bilhões de dólares para ajudar a Ucrânia. David Malpass, presidente do Grupo Banco Mundial, disse que o conflito teria efeitos econômicos e sociais de longo alcance e informou que o banco estava preparando opções para um apoio econômico e fiscal significativo aos ucranianos e à região.
Apesar das sanções internacionais sem precedentes contra a Rússia, os pagamentos por matérias-primas energéticas foram amplamente poupados dessas medidas, assim como o fornecimento de alimentos devido ao potencial impacto nos preços mundiais dos alimentos. A Rússia e a Ucrânia são os principais produtores de trigo que é exportado através do Estreito do Bósforo para países do Mediterrâneo e do Norte da África.

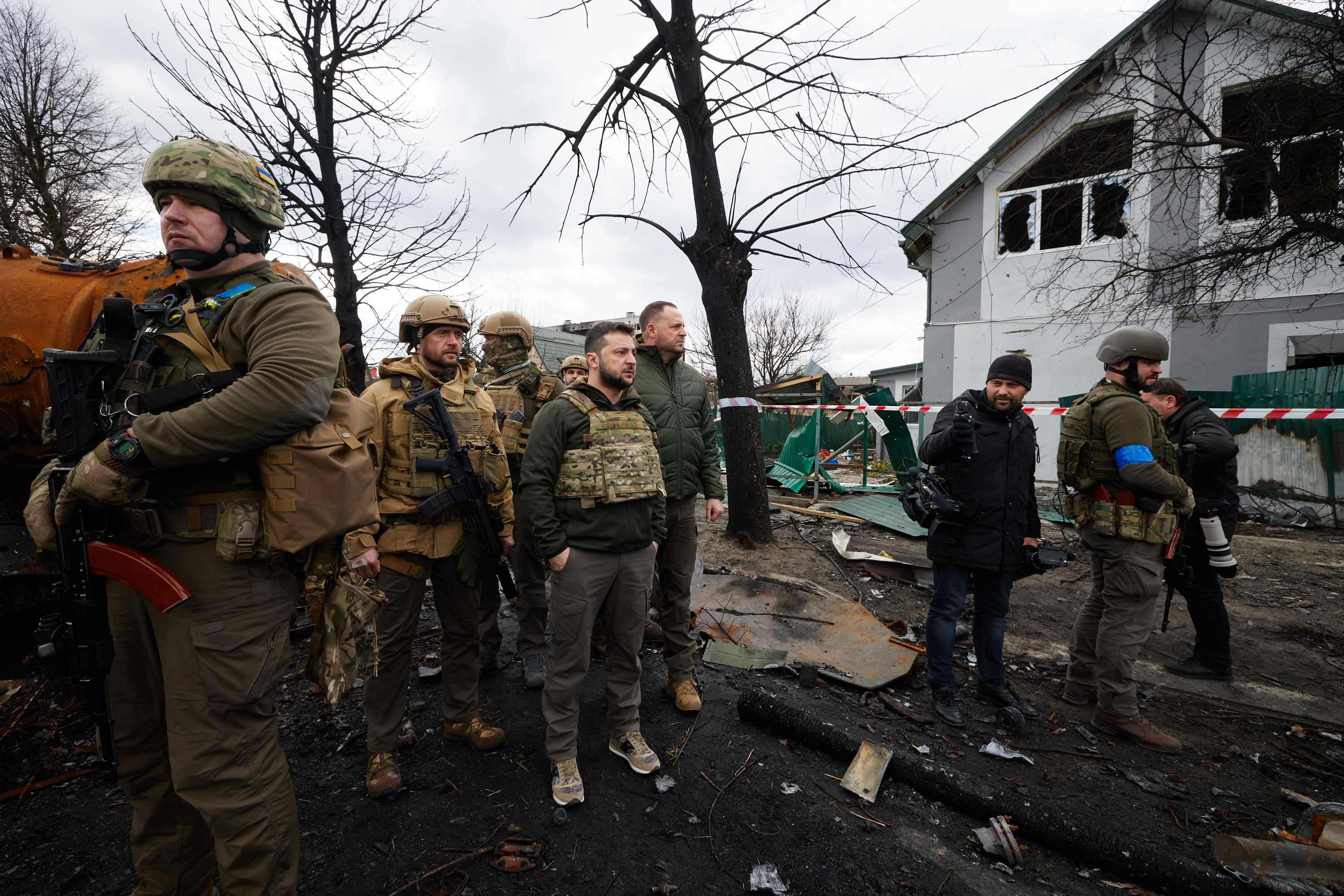
O presidente Zelensky visitando áreas devastadas ao norte da cidade de Kiev, em abril de 2022

As sanções econômicas afetaram a Rússia desde o primeiro dia da invasão, com o mercado de ações caindo 39% (Índice RTS), com quedas semelhantes nos dias seguintes. O rublo russo também caiu para mínimos recordes, com os russos correndo para trocar dinheiro. As bolsas de valores em Moscou e São Petersburgo foram suspensas até pelo menos 9 de março, o fechamento mais longo da história da federação russa. Em 26 de fevereiro, a S&P Global Ratings rebaixou a classificação de crédito do governo russo para "lixo", fazendo com que os fundos que exigem títulos com grau de investimento despejassem a dívida russa, dificultando muito mais empréstimos para a Rússia.
Como resultado da invasão, os preços do petróleo Brent subiram acima de 100 dólares o barril pela primeira vez desde 2014. A invasão ameaçou o fornecimento de energia da Rússia para a Europa e pode impactar os fluxos por meio de gasodutos, como o Nord Stream, fazendo com que os países europeus busquem diversificar suas rotas de fornecimento de energia. Os analistas disseram que, dependendo do cenário do preço do petróleo, os preços do petróleo podem subir para 125 a 185 dólares o barril.
Os preços do trigo atingiram seus preços mais altos desde 2008 em resposta ao ataque. Na época da invasão, a Ucrânia era o quarto maior exportador de milho e trigo e o maior exportador mundial de óleo de girassol, com a Rússia e a Ucrânia exportando juntas 29% da oferta mundial de trigo e 75% das exportações mundiais de óleo de girassol. Em 25 de fevereiro, o contrato futuro de trigo de referência no Chicago Board of Trade atingiu seu preço mais alto desde 2012, com os preços do milho e da soja também em alta. O presidente da American Bakers Association alertou que o preço de qualquer coisa feita com grãos começaria a subir, pois todos os mercados de grãos estão inter-relacionados. Em 4 de março de 2022, a Organização das Nações Unidas para Agricultura e Alimentação (FAO) informou que o Índice Mundial de Preços de Alimentos atingiu um recorde em fevereiro, registrando um aumento de 24% ano a ano. A maioria dos dados do relatório de fevereiro foi compilada antes do ataque, mas analistas disseram que um conflito prolongado pode ter um grande impacto nas exportações de grãos.
O economista-chefe agrícola do Wells Fargo afirmou que a Ucrânia provavelmente seria severamente limitada em sua capacidade de plantar na primavera de 2022 e perderia um ano agrícola, enquanto um embargo às colheitas russas criaria mais inflação nos preços dos alimentos. A recuperação das capacidades de produção agrícola pode levar anos, mesmo depois que os combates pararem. Os preços crescentes do trigo resultantes do conflito pressionaram países como o Egito, que são altamente dependentes das exportações russas e ucranianas de trigo, e provocaram temores de agitação social. Em 24 de fevereiro, a China anunciou que retiraria todas as restrições ao trigo-russo, no que o South China Morning Post chamou de potencial "salva-vidas" para a economia russa.

### Ajuda militar

Rússia
Ucrânia
Países que forneceram equipamentos militares à Ucrânia durante a invasão de 2022

Após a invasão, as nações ocidentais começaram a assumir novos compromissos de entrega de armas. Bélgica, República Tcheca, Estônia, França, Grécia, Países Baixos, Portugal e o Reino Unido anunciaram que enviariam suprimentos para apoiar e defender os militares e o governo ucraniano. Em 24 de fevereiro, a Polônia entregou alguns suprimentos militares à Ucrânia, incluindo 100 morteiros, várias munições e mais de 40 mil capacetes. Enquanto alguns dos 30 membros da OTAN concordaram em enviar armas, a OTAN como organização não o fez.
Em 27 de fevereiro, a UE concordou em comprar armas coletivamente para a Ucrânia. O chefe de política externa da UE, Josep Borrell, afirmou que compraria 450 milhões de euros (502 milhões de dólares) em assistência letal e um adicional de 50 milhões de euros (56 milhões de dólares) em suprimentos não letais. Borrell disse que os ministros da Defesa da UE ainda precisam determinar os detalhes de como comprar o material e transferi-lo para a Ucrânia, mas que a Polônia concordou em atuar como um centro de distribuição. Borrell também afirmou que pretendia fornecer à Ucrânia caças que eles já são capazes de pilotar. Estes não seriam pagos através do pacote de assistência de 450 milhões de euros. Polônia, Bulgária e Eslováquia tinham exemplares de MiG-29 e a Eslováquia também tinha o Su-25, que eram caças que a Ucrânia já voava e podiam ser transferidos sem treinamento de pilotos. Em 1º de março, Polônia, Eslováquia e Bulgária confirmaram que não forneceriam caças para a Ucrânia.
Em 26 de fevereiro, o Secretário de Estado dos Estados Unidos, Antony Blinken, anunciou que havia autorizado 350 milhões de dólares em assistência militar letal, incluindo "sistemas antiblindagem e antiaérea, armas pequenas e munições de vários calibres, coletes à prova de balas e equipamentos relacionados". A Rússia afirmou que os drones dos Estados Unidos deram inteligência à Marinha da Ucrânia para atingir seus navios de guerra no Mar Negro, o que os EUA negaram. Em 27 de fevereiro, Portugal anunciou que enviaria fuzis automáticos H&K G3 e outros equipamentos militares. A Suécia e a Dinamarca decidiram enviar 5 mil e 2,7 mil armas antitanque, respectivamente, para a Ucrânia. A Dinamarca também forneceu peças de 300 mísseis Stinger não operacionais, que os Estados Unidos primeiro ajudariam a tornar operacionais. A Turquia também forneceu drones Bayraktar TB2.
O governo norueguês, depois de inicialmente dizer que não enviaria armas para a Ucrânia, mas enviaria outros equipamentos militares como capacetes e equipamentos de proteção, anunciou em 28 de fevereiro que também doaria até 2 mil M72 LAW armas de antitanque para a Ucrânia. Em uma mudança de política igualmente importante para um país neutro, a Finlândia anunciou que enviaria 2,5 mil fuzis de assalto com 150 mil cartuchos, 1,5 mil armas antitanque de tiro único e 70 mil pacotes de ração de combate, para adicionar aos coletes à prova de bala, capacetes e suprimentos médicos já anunciados.
Fora da Europa, a Ucrânia ainda recebeu auxílio da Austrália, que enviou vários equipamentos militares letais, como munição e foguetes, e não letais, como radares, comida e suprimentos médicos. Também foram enviados carros blindados MRAP Bushmaster. A Nova Zelândia enviou capacetes e Coletes à prova de balas. O Japão, país historicamente neutro e com pouca exportação de equipamentos militares, anunciou que estava enviando coletes e capacetes.
Em fevereiro de 2023, o montante de ajuda militar externa já havia ultrapassado as dezenas de bilhões de euros. Só os EUA eram responsáveis por € 22,86 bi; outros países e organizações que doaram mais de €1 bi em equipamentos militares incluem o Reino Unido (€ 4,13 bi); UE (€ 3,1 bi); Alemanha (€ 2,34 bi), Polônia (€ 1,82 bi) e Canadá (€ 1,36 bi). No entanto, ao se levar em consideração o tamanho do PIB de cada país e o percentual do PIB doado em armas para a Ucrânia, os países bálticos e a Polônia, que fazem fronteira com a Rússia, destacam-se muito mais. A Estônia ofereceu 1,1% do seu PIB com este propósito; a Letônia ofereceu 0,93%; a Polônia 0,50; e a Lituânia 0,46% em doações.

### Organizações internacionais
Em 27 de fevereiro, Ursula von der Leyen anunciou que a União Europeia proibiria os meios de comunicação estatais russos RT e Sputnik em resposta à desinformação e sua cobertura do conflito na Ucrânia. Ela também disse que a UE financiaria a compra e entrega de equipamentos militares à Ucrânia e propôs a proibição de aeronaves russas usando o espaço aéreo da UE.

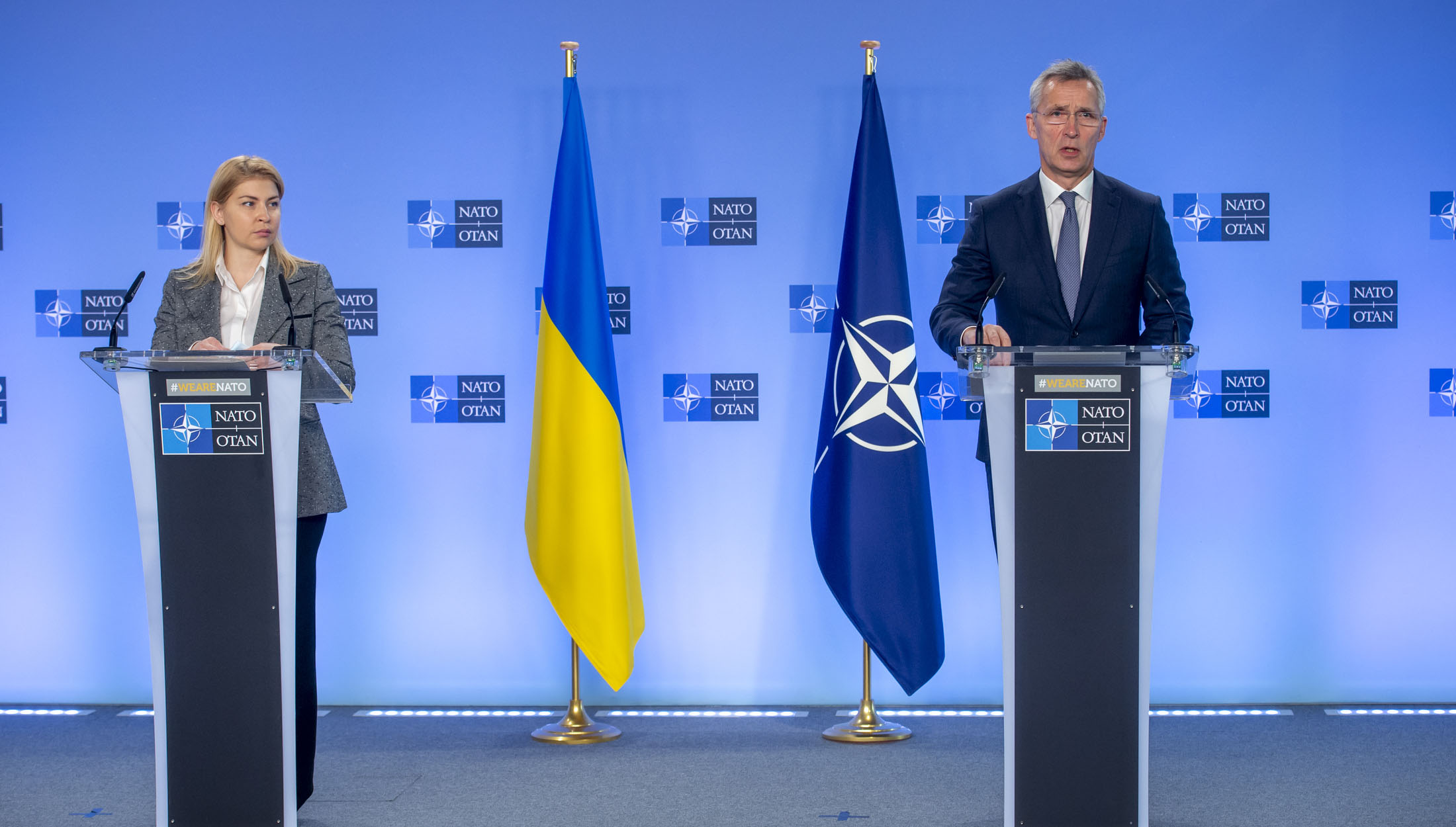
A vice-primeira-ministra ucraniana Olha Stefanishyna com o secretário-geral da OTAN, Jens Stoltenberg, na conferência de 10 de janeiro de 2022 sobre uma potencial invasão russa

Polônia, Romênia, Lituânia, Letônia e Estônia desencadearam consultas de segurança da OTAN sob o Artigo 4 do Tratado do Atlântico Norte. O governo estoniano emitiu uma declaração do primeiro-ministro Kaja Kallas que diz: "A agressão generalizada da Rússia é uma ameaça para o mundo inteiro e para todos os países da OTAN e as consultas da OTAN sobre o fortalecimento da segurança dos seus Aliados devem ser iniciadas para implementar medidas adicionais para garantir a defesa. A resposta mais eficaz à agressão da Rússia é a unidade". Em 24 de fevereiro, o secretário-geral da OTAN, Jens Stoltenberg, anunciou novos planos que "nos permitirão enviar capacidades e forças, incluindo uma Força de Resposta da OTAN, para onde forem necessárias". Após a invasão, a OTAN anunciou planos para aumentar sua presença militar nos países bálticos, na Romênia e na Polônia.
Após a reunião do Conselho de Segurança da ONU de 25 de fevereiro, Stoltenberg anunciou que partes da Força de Resposta da OTAN seriam enviadas, pela primeira vez, para membros da OTAN ao longo da fronteira oriental do bloco. Ele afirmou que as forças incluiriam elementos da Força-Tarefa Conjunta de Alta Prontidão (VJTF), atualmente liderada pela França. Stoltenberg afirmou ainda que alguns membros da OTAN estão fornecendo armas para a Ucrânia, incluindo as de defesa aérea. Os Estados Unidos anunciaram em 24 de fevereiro que enviariam 7 mil soldados para se juntar aos 5 mil soldados estadunidenses que já estão na Europa. As forças da OTAN incluem o USS Harry S. Truman, que entrou no Mar Mediterrâneo na semana anterior como parte de um exercício planejado. O grupo de ataque do porta-aviões foi colocado sob o comando da OTAN, a primeira vez que isso ocorreu desde o fim da Guerra Fria.

Uma resolução do Conselho de Segurança da ONU para exigir que a Rússia se retire da Ucrânia foi vetada pela própria Rússia em 25 de fevereiro
----
Votou a favor
Votou contra
Abstenção
Não participou

O secretário-geral da ONU, António Guterres, instou a Rússia a encerrar imediatamente a agressão na Ucrânia, enquanto os embaixadores da França e dos Estados Unidos anunciaram que apresentariam uma resolução ao Conselho de Segurança da ONU em 25 de fevereiro de 2022. Em 25 de fevereiro, a Rússia vetou um projeto de resolução do Conselho de Segurança que "deplorava, nos termos mais fortes, a agressão da Federação Russa", como esperado. Onze países votaram a favor e três se abstiveram, entre eles China, Índia e Emirados Árabes Unidos. 27 de fevereiro é a data marcada para o Conselho de Segurança da ONU votar sobre a realização de uma sessão especial de emergência da Assembleia Geral da ONU para votar uma resolução semelhante. Se a votação for aprovada, espera-se que a sessão da Assembleia Geral seja realizada em 28 de fevereiro.
Em 23 de fevereiro de 2023, a Assembleia Geral da ONU aprovou uma resolução exigindo a retirada imediata das tropas russas da Ucrânia e o cumprimento das normas de direito internacional que regulam o tratamento dado a prisioneiros e população civil. Foram 141 votos a favor, 32 abstenções e 7 votos contrários.
O Conselho da Europa suspendeu os direitos de representação da Rússia na instituição. Pela primeira vez desde a sua fundação, a OTAN ativou a força de resposta, permitindo aos seus membros recorreram mais rapidamente ao apoio da organização militar. A OCDE cancelou definitivamente o processo de adesão da Rússia, suspenso desde 2014, e encerrou a representação em Moscovo.

### Posicionamentos oficiais dos países lusófonos
- O governo brasileiro, desde o início do conflito, adotou uma postura de condenação da invasão territorial pela Rússia, mas sem apoiar ou adotar sanções contra este país e tampouco se envolver direta ou indiretamente no conflito.[428] Em 2023, após a chegada ao poder de uma nova coalizão partidária, o posicionamento se manteve, inclusive com o país negando pedidos de fornecimento de munição à Ucrânia.[429]
- O governo português, por sua vez, adotou uma postura mais aberta de defesa da Ucrânia, inclusive com o envio de apoio militar à Ucrânia e defesa de sanções contra a Federação Russa.[430] Apesar de inicialmente oferecer uma visão considerada dúbia sobre a entrada da Ucrânia na União Europeia, a postura do país hoje é considerada mais clara no apoio a esse projeto.[431][432]
- O governo de Cabo Verde também condenou a invasão territorial, mas propôs a manutenção de canais de diálogo com a Rússia.[433]
- Angola e Moçambique assumiram uma postura de neutralidade, sem condenar qualquer país pela eclosão do conflito.[434][435]
- Timor-Leste condenou a Rússia pela invasão da Ucrânia.[436]

Por ocasião de votação, pela Assembleia Geral da ONU, de resolução não vinculante exigindo a retirada de tropas russas do território ucraniano, realizada em 23 de fevereiro de 2023, os países membros da CPLP se posicionaram da seguinte forma: Brasil, Cabo Verde, Portugal, Timor-Leste e São Tomé e Príncipe votaram a favor; Angola e Moçambique se abstiveram; Guiné-Bissau e Guiné Equatorial não votaram.

### Protestos e boicote

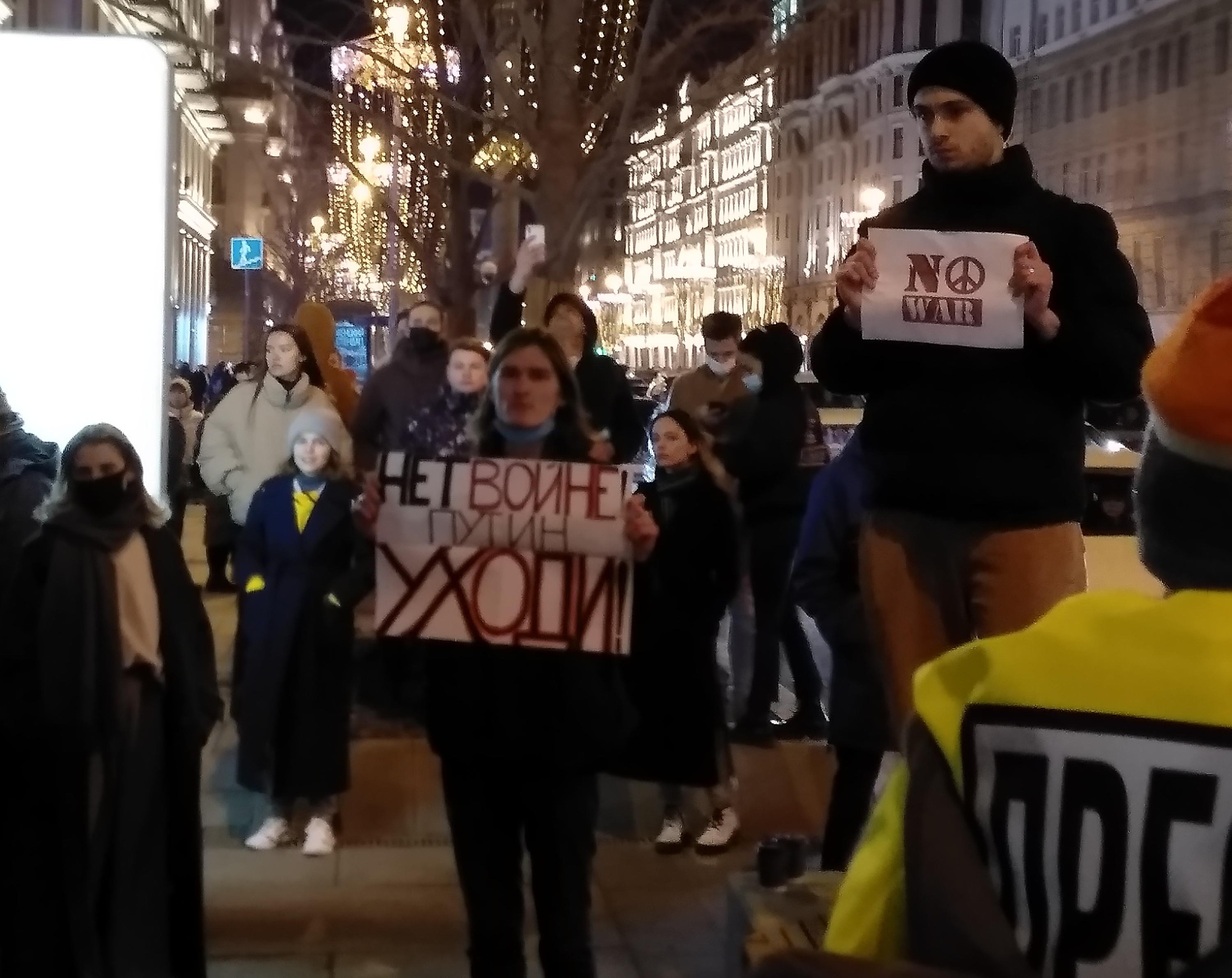
Manifestantes antiguerra em Moscou, 24 de fevereiro de 2022

Quase 2 mil russos em 60 cidades em toda a Rússia foram detidos pela polícia em 24 de fevereiro por protestar contra a invasão, de acordo com OVD-Info; o Ministério do Interior da Rússia justificou essas prisões devido às "restrições do coronavírus, inclusive em eventos públicos" que continuam em vigor. As autoridades russas alertaram os russos sobre as repercussões legais por participarem de protestos contra a guerra. O vencedor do Prêmio Nobel da Paz, Dmitry Muratov, anunciou que o jornal Novaya Gazeta publicará sua próxima edição em ucraniano e russo. Muratov, o jornalista Mikhail Zygar e outros assinaram um documento afirmando que a Ucrânia não era uma ameaça para a Rússia e pedindo aos cidadãos russos que denunciassem a guerra.
Protestos em apoio à Ucrânia foram em todo o mundo. Na República Tcheca, cerca de 80 mil pessoas protestaram na Praça Venceslau em Praga. Em 27 de fevereiro, mais de 100 mil pessoas se reuniram em Berlim para protestar contra a invasão da Rússia. Durante a votação do referendo constitucional, manifestantes bielorrussos em Minsk gritaram "Não à guerra" nos locais de votação. Em 28 de fevereiro, em vez do tradicional desfile do Carnaval de Colônia, que havia sido cancelada devido à pandemia de COVID-19, mais de 250 mil, em vez dos 30 mil previstos, reuniram-se em uma marcha pela paz para protestar contra a invasão russa.

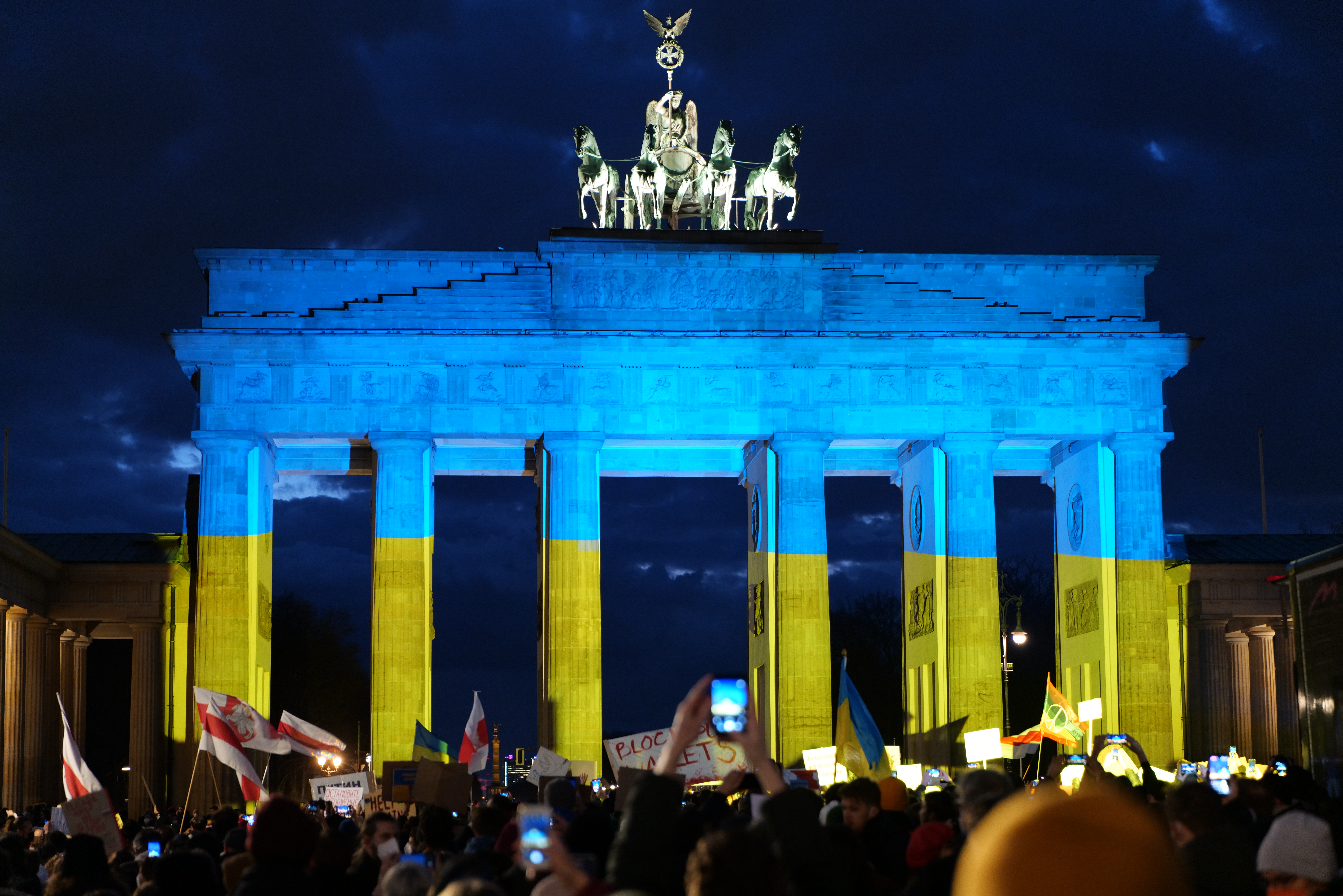
O Portão de Brandemburgo, iluminou-se com as cores da bandeira ucraniana durante um protesto de solidariedade em Berlim, Alemanha, 24 de fevereiro de 2022. O monumento é visível da embaixada russa nas proximidades

Um movimento de boicote contra produtos russos e bielorrussos se espalhou rapidamente. Na Lituânia, Letônia e Estônia, a maioria dos supermercados removeu produtos russos e bielorrussos, como alimentos, bebidas, revistas e jornais. No Canadá, os conselhos de controle de bebidas de várias províncias foram obrigados a remover o álcool fabricado na Rússia das prateleiras. Nos Estados Unidos, alguns estados impuseram restrições legais à venda de bebidas alcoólicas russas e muitos bares, restaurantes e varejistas de bebidas alcoólicas retiraram as marcas russas da venda voluntariamente, com alguns apoiando as bebidas ucranianas em mais uma demonstração de solidariedade com a Ucrânia. Após protestos, os monopólios do álcool finlandês, norueguês e sueco pararam a venda de bebidas alcoólicas russas. Além disso, os dois principais varejistas da Finlândia retiraram produtos russos de suas prateleiras. A Apple parou de vender iPhones e outros produtos na Rússia. Harley-Davidson, General Motors e Volvo suspenderam todas as suas operações na Rússia. A varejista sueca de roupas H&M suspendeu temporariamente as vendas no país, fechando mais de 150 lojas. Longas filas foram vistas nos locais da IKEA em 3 de março, o último dia antes de suas 17 lojas na Rússia fecharem. Também foram relatados casos de discriminação contra a diáspora russa.

## Negociações
Em 28 de fevereiro de 2022, negociadores ucranianos e russos começaram a realizar rodadas de negociações na Bielorrússia, para alcançar um cessar-fogo e implementar corredores humanitários para a evacuação de civis. Após três rodadas de discussões, nenhum acordo foi firmado.
Em 5 de março, o primeiro-ministro israelense Naftali Bennett viajou a Moscou, onde participou de uma reunião com Putin, que durou 3 horas. Depois, Bennet viajou até a Alemanha, onde se reuniu com o chanceler alemão Olaf Scholz. As viagens ocorreram com conhecimento prévio de Zelensky, que já havia pedido ajuda de Israel para mediar o conflito, como também solicitou o apoio dos Estados Unidos e da França.
Em 7 de março de 2022, como condições para acabar com a operação militar, o Kremlin listou três demandas:
1. Neutralidade da Ucrânia;
2. Reconhecimento da península da Crimeia como território russo, anexado pela Rússia em 2014;
3. Reconhecimento das repúblicas de Donetsk e Luhansk como estados independentes de jure, com base no direito de autodeterminação dos povos.[465]

Em 2025, Donald Trump tomou posse como presidente americano prometendo acabar com a guerra da Ucrânia. No dia 23 de janeiro, Trump publicou em seu perfil da rede social Truth que estaria fazendo um grande "favor" à Rússia encerrando a guerra, ameaçando também de expandir as sanções caso a Rússia insistisse em continuar a guerra.

## Desinformação
Após a invasão da Ucrânia pela Rússia, em 24 de fevereiro, a mídia online e os jornais locais foram quase completamente consumidos pela guerra. Plataformas de mídia social como Telegram, WhatsApp, YouTube, TikTok, Instagram e Facebook se tornaram poderosas ferramentas de ativismo político e propaganda que, em muitos casos, acabaram ampliando a desinformação sobre a invasão e relatando informações que os meios de comunicação pró OTAN e pró Putin silenciaram.
Em todos os países, foram relatados vários casos de desinformação sobre o conflito ucraniano. Na Rússia e na Ucrânia, protestos de rua, TV estatal, jornais, manipulações online foram motivados por interesses políticos, principalmente para desacreditar adversários políticos internos e nações que apoiam o adversário. Ambos os países atacam os movimentos pela paz e pedem às pessoas, organizações, corporações e países que tomem partido.